# Armorial des communes des Hautes-Pyrénées

Blason des Hautes-Pyrénées : D'or à deux lions passants de gueules, armés et lampassés d'azur, l'un au-dessus de l'autre.
Blason du Comté de Foix : D'or à trois pals de gueules.
Blason du Royaume d'Aragon : D'or à quatre pals de gueules.
Blason d'Armagnac : D'argent au lion rampant de gueules.

- certaines figures sont encore dans un format bitmap et doivent être vectorisées.
- il reste des blasons à dessiner dans cet armorial.

Cette page dresse l'ensemble des armoiries (figures et blasonnements) connues des communes des Hautes-Pyrénées dotées à ce jour d'un blason. Les communes dotées de blasons fautifs d'un point de vue héraldique (armes à enquerre) sont mentionnés ainsi que leur état, mais les communes sans blason et celles arborant un pseudo-blason (dessin d'amateur pseudo-héraldique ressemblant vaguement à un blason, mais ne respectant aucune règle de construction héraldique), sont volontairement exclues de cet armorial. Leur nom et leur état sont mentionnés succinctement à la fin de chaque section. 
- Haut – A
- B
- C
- D
- E
- F
- G
- H
- I
- J
- K
- L
- M
- N
- O
- P
- Q
- R
- S
- T
- U
- V
- W
- X
- Y
- Z

```
1 dessin(s) en attente (voir : Oléac)

8 dessin(s) pb affichage (voir  Clarens Isaourt Puy- StLary- Senzos Soreac Ugnouas -et peut-ête d'autres)
```

## A
| Blason de Adast | Blason  | D'azur à deux massues de sable* passées en sautoir, liées d'argent, accompagnées de trois têtes de maure de sable* mal ordonnées, le tout surmontant trois épées de gueules*. |
| Blason de Adast | Détails | * Il y a là non-respect de la règle de contrariété des couleurs : ces armes sont fautives (Sable et gueules sur Azur).                                                        |

| Blason de Adé | Blason  | Parti d'argent à une tour de sable ouverte et ajourée du champ sur une terrasse de sinople ; et d'or à une vache passante colletée et clarinée de gueules sur une terrasse de sinople. |
| Blason de Adé | Détails | Blason officiel vérifié auprès de la mairie. |

| Blason de Adervielle-Pouchergues | Blason  | D'argent au mont de sinople sommé d'une épitaphe de sable chargée d'une croix latine du champ, au chef cousu de Foix. |
| Blason de Adervielle-Pouchergues | Détails | Le statut officiel du blason reste à déterminer.                                                                      |

| Blason de Agos-Vidalos | Blason  | D'azur à une tour carrée d'argent maçonnée, ouverte et ajourée de sable accostée de 2 chèvres affrontées d'or grimpantes, le tout sur un mont de sinople ; à la champagne ondée du troisième chargée de 2 burelles ondées du quatrième. |
| Blason de Agos-Vidalos | Détails | * Il y a là non-respect de la règle de contrariété des couleurs : ces armes sont fautives (sinople sur azur). Le statut officiel du blason reste à déterminer.                                                                          |

| Blason de Allier | Blason  | D'azur à la clé d'or accostée des lettres capitales d'argent PET à dextre et RUS à senestre ; à la champagne ondée du même chargée des lettres capitales A et L de sable. |
| Blason de Allier | Détails | armes adoptées en 2006. |

| Blason de Ancizan | Blason  | Parti de gueules à trois quenouilles d'argent, et du même à deux levrettes de sable passant l'une sur l'autre, à la bordure du même chargée de huit besants d'or. |
| Blason de Ancizan | Détails | Le statut officiel du blason reste à déterminer. |

| Blason de Andrest | Blason  | Coupé d'argent à trois corneilles de sable becquées et membrées de gueules, et du premier à la grappe de raisin de pourpre pamprée et feuillée de deux pièces de sinople. |
| Blason de Andrest | Détails | blason officiel vérifié auprès de la mairie (avril 2015). |

| Blason de Anères | Blason  | D'azur au mont cousu de sinople chargé d'une fasce ondée cousue de sable, sommé d'un château de trois tours du même.                                                 |
| Blason de Anères | Détails | * Il y a là non-respect de la règle de contrariété des couleurs : ces armes sont fautives (sable sur sinople sur azur). blason officiel vérifié auprès de la mairie. |

| Blason de Les Angles | Blason  | D'azur à la bande d'or accompagnée en chef d'une colombe essorante d'argent et en pointe d'un lion aussi d'or. |
| Blason de Les Angles | Détails | Le statut officiel du blason reste à déterminer.                                                               |

| Blason de Angos | Blason  | D'azur aux trois épées d'argent, au chef d'or chargé d'un cœur de gueules accosté de deux merlettes affrontées de sable, couronnées d'argent. |
| Blason de Angos | Détails | Le statut officiel du blason reste à déterminer.                                                                                              |

| Blason de Anla | Blason  | D'azur à la Pieta d'or, au chef parti d'Aragon et de gueules à un lion d'or issant du trait du chef. |
| Blason de Anla | Détails | Le statut officiel du blason reste à déterminer.                                                     |

| Blason de Ansost | Blason  | De gueules au château de trois tours donjonnées cousu de sable*, la tour du milieu plus haute, chaque tour ouverte et ajourée d'argent, avec sa première couronne crénelée du même, le tout sur une terrasse isolée du second. |
| Blason de Ansost | Détails | * Il y a là non-respect de la règle de contrariété des couleurs : ces armes sont fautives (sable sur gueules). |

| Blason de Antichan | Blason  | D'azur au château de sable, au chef d'argent chargé d'un caillou soudé d'or accosté de deux croissants du même.              |
| Blason de Antichan | Détails | * Il y a là non-respect de la règle de contrariété des couleurs : ces armes sont fautives (sable sur azur et or sur argent). |

| Blason de Antin | Blason  | Écartelé de gueules au lion naissant d'argent, et du même à trois tourteaux du premier ; sur le tout d'or à la clef couronnée de sable. |
| Blason de Antin | Détails | blason officiel vérifié auprès de la mairie.                                                                                            |

| Blason de Antist | Blason  | Écartelé : aux 1er et 4e d'azur à trois croissants d'argent, au chef d'or chargé de trois glands de sinople ; au 2e de gueules au mont d'argent, au chef du même chargé de trois étoiles d'azur, au 3e d'argent à trois merlettes de sable. |
| Blason de Antist | Détails | Le statut officiel du blason reste à déterminer. |

| Blason de Aragnouet | Blason  | Parti d'or à deux pals de gueules, et du même à deux croisettes pattées l'une sur l'autre, celle en chef d'argent sur laquelle broche en cœur un besant d'or, celle en pointe d'azur*. |
| Blason de Aragnouet | Détails | * Il y a là non-respect de la règle de contrariété des couleurs : ces armes sont fautives (azur sur gueules). blason officiel vérifié auprès de la mairie.                             |

| Blason de Arbéost | Blason  | Parti d'argent à la corneille de sable perchée sur une branche du même, et de sinople à deux vaches d'or passant l'une sur l'autre ; le tout sommé d'un chef d'azur chargé d'une fleur de lys d'or accostée de deux flèches du même, celle de dextre posée en barre et celle de senestre posée en bande. |
| Blason de Arbéost | Détails | Différences entre dessin et blasonnement : queue de la vache par défaut le long des flancs. blason officiel vérifié auprès de la mairie. |

| Blason de Arcizac-ez-Angles | Blason  | De gueules à un mont alésé de sinople sommé d'un château de sable accompagné de trois étoiles de six rais d'or mal ordonnées. |
| Blason de Arcizac-ez-Angles | Détails | * Il y a là non-respect de la règle de contrariété des couleurs : ces armes sont fautives (sable et sinople sur gueules).     |

| Blason de Arcizac-Adour | Blason  | De sinople à deux fasces ondées d'argent accompagnées de deux truites du même entre les fasces, au chef d'or chargé d'une couronne comtale d'argent*. |
| Blason de Arcizac-Adour | Détails | * Il y a là non-respect de la règle de contrariété des couleurs : ces armes sont fautives (argent sur or en chef).                                    |

| Blason de Arcizans-Avant | Blason  | D'azur à un château d'argent maçonné de sable et ajouré du champ, posé sur une motte isolée de sinople* soutenue d'une paire de ciseaux ouverts du second, au chef du même chargé d'une étoile à six rais d'or* accostée de deux corneilles de sable becquées et membrées de gueules. |
| Blason de Arcizans-Avant | Détails | * Il y a là non-respect de la règle de contrariété des couleurs : ces armes sont fautives (sinople sur azur et or sur argent). |

| Blason de Arcizans-Dessus | Blason  | D'azur à une tour donjonnée d'or accompagnée en chef de deux corneilles affrontées de sable* et en pointe d'une fleur de lys du second. |
| Blason de Arcizans-Dessus | Détails | * Il y a là non-respect de la règle de contrariété des couleurs : ces armes sont fautives (sable sur azur).                             |

| Blason de Argelès-Bagnères | Blason  | D'azur à la branche de lys fleurie de trois pièces d'argent, tigées et feuillées du même, sur une terrasse de gueules, au chef d'or chargé d'une hostie du second* surchargée des lettres IHS capitales de sable, accostée de deux fleurs de lys du second*. |
| Blason de Argelès-Bagnères | Détails | * Il y a là non-respect de la règle de contrariété des couleurs : ces armes sont fautives (argent sur or). |

| Blason de Argelès-Gazost | Blason  | Écartelé : au 1er d'argent à une hure de sanglier en rencontre de sable défendue du premier, soutenue de trois pieds de sanglier du second de front rangés en pal, au 2d d'azur à un ours en pied d'or descendant d'une montagne d'argent et surmonté d'une étoile aussi d'or, au 3e d'or à une vache de gueules allaitant son veau contourné du même, au 4e coupé d'azur à un roc d'échiquier d'or, et du même à deux fasces de gueules. |
| Blason de Argelès-Gazost | Détails | Différences entre dessin et blasonnement : queue de la vache par défaut le long des flancs. blason officiel vérifié auprès de la mairie. |

| Blason de Aries-Espénan | Blason  | D'argent au mont de sinople sommé d'un château du champ, au chef de gueules chargé d'une épée d'or en pal accostée de deux fleurs de lys du même. |
| Blason de Aries-Espénan | Détails | Le statut officiel du blason reste à déterminer.                                                                                                  |

| Blason de Armenteule | Blason  | D'azur à deux oies contournées d'argent passant sur une terrasse de sinople, accompagnées au point du chef d'une étoile à six rais aussi d'argent, à la bordure cousue de sinople* chargée de six besants d'or. |
| Blason de Armenteule | Détails | * Il y a là non-respect de la règle de contrariété des couleurs : ces armes sont fautives (sinople sur azur)..                                                                                                  |

| Blason de Arné | Blason  | Parti de Foix et d'Armagnac, au chef d'azur chargé d'une fleur de lys d'or. |
| Blason de Arné | Détails | Le statut officiel du blason reste à déterminer.                            |

| Blason de Arras-en-Lavedan | Blason  | D'azur à la fasce d'argent chargée d'un sanglier de sable défendu aussi d'argent et amputé de sa patte antérieure dextre, accompagnée, en chef, de trois corneilles aussi de sable* becquées et membrées de gueules rangées en fasce et, en pointe, d'un château sommé de trois donjons couverts et girouettés d'argent et maçonné de sable. |
| Blason de Arras-en-Lavedan | Détails | * Il y a là non-respect de la règle de contrariété des couleurs : ces armes sont fautives (sable sur azur). |

| Blason de Arreau | Blason  | D'or à cinq rustres de sable accolés, trois en chef et deux en pointe. |
| Blason de Arreau | Détails | blason officiel vérifié auprès de la mairie.                           |

| Blason de Arrens-Marsous | Blason  | D'azur à la Vierge à l'enfant d'or sur un tertre de sable mouvant de la pointe ; au chef d'or chargé de trois corneilles de sable, celles du chef affrontées. |
| Blason de Arrens-Marsous | Détails | * Il y a là non-respect de la règle de contrariété des couleurs : ces armes sont fautives (sable sur azur). blason officiel vérifié auprès de la mairie.      |

| Blason de Arrodets-ez-Angles | Blason  | D'azur au mont d'or chargé d'une roue de gueules et sommé d'une croisette latine d'argent, au chef d'or chargé d'un grillon passant de sable. |
| Blason de Arrodets-ez-Angles | Détails | Armoiries mises en conformité par la municipalité en juin 2015.                                                                               |

| Blason de Artagnan | Blason  | Parti de gueules plain, et d'or à deux tourteaux du premier l'un sur l'autre. |
| Blason de Artagnan | Détails | blason officiel vérifié auprès de la mairie.                                  |

| Blason de Artalens-Souin | Blason  | D'argent au serpent ailé de sable posé en pal, au chef d'azur chargé d'une étoile de six rais d'or accostée de deux croissants du même. |
| Blason de Artalens-Souin | Détails | Le statut officiel du blason reste à déterminer.                                                                                        |

| Blason de Artiguemy | Blason  | D'argent à l'arbre terrassé de sinople accosté de deux ours passants affrontés de sable. |
| Blason de Artiguemy | Détails | blason officiel vérifié auprès de la mairie.                                             |

| Blason de Artigues | Blason  | D'or à un arbre au naturel terrassé de sinople accosté de deux ânes affrontés de sable, au chef d'azur chargé d'une croix de Toulouse accostée de deux étoiles, le tout du champ. |
| Blason de Artigues | Détails | Blason officiel vérifié auprès de la mairie (avril 2015). |

| Blason de Aspin-Aure | Blason  | De gueules au mont de sinople * sommé d'un loup de sable *, au chef d'argent chargé de quatre pals d'azur.                |
| Blason de Aspin-Aure | Détails | * Il y a là non-respect de la règle de contrariété des couleurs : ces armes sont fautives (sinople et sable sur gueules). |

| Blason de Aspin-en-Lavedan | Blason  | D'or à la vache de gueules accompagnée de trois taons de sable. |
| Blason de Aspin-en-Lavedan | Détails | blason officiel vérifié auprès de la mairie (avril 2015).       |

| Blason de Asque | Blason  | De Foix plein.                                                                                               |
| Blason de Asque | Détails | Cette ville porte les armes pleines de Foix. La validité légale de ces armoiries est donc sujette à caution. |

| Blason de Astugue | Blason  | Écartelé de Foix, et d'argent à une hache de sable mise en pal. |
| Blason de Astugue | Détails | Le statut officiel du blason reste à déterminer.                |

| Blason de Asté | Blason  | De gueules à trois flèches d'argent renversées empennées d'or, posées en pal et rangées en fasce. |
| Blason de Asté | Détails | Le statut officiel du blason reste à déterminer.                                                  |

| Blason de Aubarède | Blason  | D'or à la croix de gueules.                      |
| Blason de Aubarède | Détails | Le statut officiel du blason reste à déterminer. |

| Blason de Aucun | Blason  | D'or à deux burelles de gueules, au chef d'azur chargé d'un roc d'échiquier du champ |
| Blason de Aucun | Détails | Le statut officiel du blason reste à déterminer.                                     |

| Blason de Aulon | Blason  | D'or à un mont de sinople chargé d'un papillon Apollon au naturel, sommé à dextre d'un âne et à senestre d'un cheval, tous deux affrontés, bâtés et au naturel, le tout surmonté d'une croisette de gueules adextrée de l'inscription "St F" et senestrée de l'inscription "St S" du même. |
| Blason de Aulon | Détails | (Mis en conformité par la municipalité en juin 2015) |

| Blason de Aureilhan | Blason  | D'argent à deux lions affrontés de gueules tenant dans leurs pattes un tourteau d'azur chargé d'une croix d'or et sommé d'une croisette fleurdelisée du même; au chef du second chargé d'une croix de Malte du champ.                                                         |
| Blason de Aureilhan | Détails | Blason au champ d'argent utilisé par la commune. |
| Blason de Aureilhan | Alias   | Une ancienne version existe avec un champ de gueules. |
| Blason de Aureilhan | Alias   | Ancien blason : De gueules aux deux lions affrontés d'or tenant entre leurs pattes un besant du même sommé d'une croisette fourchée de huit pointes cousue d'azur, elle-même surmontée d'une croisette pattée de huit pointes d'argent chargée en cœur d'un besant aussi d'or |

| Blason de Aurensan | Blason  | De gueules à une tour d'or accompagnée en pointe de trois fleurs de lys du même soutenues chacune d'un fer de lance d'argent. |
| Blason de Aurensan | Détails | blason officiel vérifié auprès de la mairie.                                                                                  |

| Blason de Auriébat | Blason  | D'or à trois épées basses de gueules rangées en fasce, celle du milieu plus grande. |
| Blason de Auriébat | Détails | Le statut officiel du blason reste à déterminer.                                    |

| Blason de Avajan | Blason  | D'azur à un mont d'argent sur une terrasse herbeuse de sinople mouvant d'une champagne ondée de quatre pièces ondées d'argent et d'azur.                   |
| Blason de Avajan | Détails | * Il y a là non-respect de la règle de contrariété des couleurs : ces armes sont fautives (sinople sur azur). blason officiel vérifié auprès de la mairie. |

| Blason de Aventignan | Blason  | Parti d'azur au mont de sable* sommé d'une tour donjonnée du même, surmontée d'une fleur de lys d'or ; et d'argent à l'écusson écartelé d'or et de gueules à la croix d'argent brochante, et à la bordure d'or*. |
| Blason de Aventignan | Détails | * Il y a là non-respect de la règle de contrariété des couleurs : ces armes sont fautives (sable sur azur à dextre, et or sur argent à senestre).                                                                |

| Blason de Averan | Blason  | D'or au mont de sinople sommé d'un ours passant de sable entre deux arbres du second, accompagné en chef d'une croisette cléchée, vidée et pommetée de 12 pièces de gueules. |
| Blason de Averan | Détails | Le statut officiel du blason reste à déterminer. |

| Blason de Aveux | Blason  | D'azur au mouton d'argent paissant sur une terrasse herbeuse de sinople, au chef d'argent chargé de l'inscription JUPITER en lettres capitales de sable, le I surchargé d'un demi-annelet posé sur une trangle alésée, le tout du même. |
| Blason de Aveux | Détails | * Il y a là non-respect de la règle de contrariété des couleurs : ces armes sont fautives (sinople sur azur). blason officiel vérifié auprès de la mairie.                                                                              |

| Blason de Avezac-Prat-Lahitte | Blason  | D'azur au château ruiné d'argent sur une mer ondée du champ chargée de deux fasces ondées aussi d'argent, accompagné en chef de deux oiseaux du même fondant, celui de dextre en bande, celui de senestre en barre. |
| Blason de Avezac-Prat-Lahitte | Détails | blason officiel vérifié auprès de la mairie. |

| Blason de Ayros-Arbouix | Blason  | D'azur à la fasce ondée haussée d'argent, accompagnée en chef des inscriptions AY à dextre et AR à senestre en lettres capitales du même et en pointe d'un arc couché d’or, cordé de gueules, sur lequel est ajustée une flèche d'argent empennée et ferrée d'or. |
| Blason de Ayros-Arbouix | Détails | Le statut officiel du blason reste à déterminer. |

| Blason de Azereix | Blason  | D'azur au mouton paissant d'argent sur une terrasse herbeuse de sinople, au chef cousu de gueules* chargé d'une croix pattée de huit pointes pommetées d'or, accostée des inscriptions FRUC et TUEU en lettres capitales de sable*. |
| Blason de Azereix | Détails | * Ces armes emploient le terme « cousu » dans le seul but de contrevenir à la règle de contrariété des couleurs : elles sont fautives : gueules sur azur.                                                                           |

| Blason de Azet | Blason  | D'or au sapin au naturel sur une terrasse de sinople, accosté de deux ânes arrêtés affrontés de sable, et surmonté d'une croisette de gueules. |
| Blason de Azet | Détails | blason officiel vérifié auprès de la mairie.                                                                                                   |

Pas d'information pour les communes suivantes : Ardengost, Arrayou-Lahitte, Arrodets, Ayzac-Ost.
- Haut – A
- B
- C
- D
- E
- F
- G
- H
- I
- J
- K
- L
- M
- N
- O
- P
- Q
- R
- S
- T
- U
- V
- W
- X
- Y
- Z

## B
| Blason de Bagnères-de-Bigorre | Blason  | De gueules à trois tours d'argent, celle du milieu plus élevée, le tout enfermé dans une enceinte de murailles du même, ouvert, ajouré et maçonné de sable. |
| Blason de Bagnères-de-Bigorre | Détails | blason officiel vérifié auprès de la mairie. |

| Blason de Banios | Blason  | D'or à un château donjonné de sable posé sur une montagne de sinople ; au chef d'azur chargé d'une fleur de lys d'or accostée de 2 colombes volantes affrontées d'argent. |
| Blason de Banios | Détails | blason officiel vérifié auprès de la mairie. |

| Blason de Barbachen | Blason  | De gueules à une tour d'argent ouverte et ajourée du champ, flanquée de deux avant-murs du second, le tout maçonné de sable posé sur une terrasse isolée de sinople* en triangle renversé et accompagné de trois étoiles d'or. |
| Blason de Barbachen | Détails | * Il y a là non-respect de la règle de contrariété des couleurs : ces armes sont fautives (sinople sur gueules). |

| Blason de Barbazan-Debat | Blason  | Taillé d'azur à une croisette d'argent, et de gueules à un chevreuil contourné bondissant d'argent ; à une traverse d'or brochant sur la partition. |
| Blason de Barbazan-Debat | Détails | blason officiel vérifié auprès de la mairie. |

| Blason de Barbazan-Dessus | Blason  | D'azur à 2 loups passants d'or affrontés sur une terrasse de sinople, surmontés d'une croisette d'argent et accompagnés en chef de 3 fleurs de lys mal ordonnées du second. |
| Blason de Barbazan-Dessus | Détails | * Il y a là non-respect de la règle de contrariété des couleurs : ces armes sont fautives (sinople sur azur). (Mis en conformité par la municipalité en juin 2015)          |

| Blason de Barèges | Blason  | Tranché de gueules à un isard d’or contourné et regardant à dextre, et d’azur à une fontaine jaillissante du second ; à une paire de skis d’argent posée en bande brochant sur la partition. |
| Blason de Barèges | Détails | blason officiel vérifié auprès de la mairie. |

| Blason de Bareilles | Blason  | Parti d'argent à un sapin de sinople, et d'or à une vache de gueules ; le tout sommé d'un chef d'azur chargé d'une clef d'or posée en pal. |
| Blason de Bareilles | Détails | blason officiel vérifié auprès de la mairie.                                                                                               |

| Blason de Barlest | Blason  | D'azur au pal engrêlé d'argent, à la croix du même brochant sur le tout |
| Blason de Barlest | Détails | Le statut officiel du blason reste à déterminer.                        |

| Blason de Barrancoueu | Blason  | D'or au lévrier rampant de gueules colleté de sinople senestré de 4 macles de sable posées 1,2,1 ; mantelé renversé du troisième chargé en pointe d'un panier au naturel. |
| Blason de Barrancoueu | Détails | blason officiel vérifié auprès de la mairie. |

| Blason de Barry | Blason  | D'argent à un ours passant de sable sur une terrasse de sinople, au chef d'azur chargé de trois croissants du champ. |
| Blason de Barry | Détails | Le statut officiel du blason reste à déterminer.                                                                     |

| Blason de Barthe | Blason  | Parti d'argent à une tour de sable, et d'or à une vache de gueules ; le tout sur une champagne de sinople. |
| Blason de Barthe | Détails | Le statut officiel du blason reste à déterminer.                                                           |

| Blason de La Barthe-de-Neste | Blason  | Écartelé d'Aragon et d'or à un lévrier rampant de gueules. |
| Blason de La Barthe-de-Neste | Détails | blason officiel vérifié auprès de la mairie                |

| Blason de Bartrès | Blason  | D'azur à la croix latine tréflée d'or, chargée au pied d'une lettre B capitale de sable, accompagnée en chef de deux étoiles aussi d'or. |
| Blason de Bartrès | Détails | blason officiel vérifié auprès de la mairie.                                                                                             |

| Blason de Batsère | Blason  | D'azur à la burelle de sinople sur laquelle sont perchés deux hiboux au naturel, au chef d'or chargé de quatre pals de gueules. |
| Blason de Batsère | Détails | Le statut officiel du blason reste à déterminer.                                                                                |

| Blason de Bazet | Blason  | D'azur au dextrochère armé d'argent tenant deux clefs du même passées en sautoir, celle en bande sommée d'une corneille de sable. |
| Blason de Bazet | Détails | blason officiel vérifié auprès de la mairie.                                                                                      |

| Blason de Bazillac | Blason  | D'argent à la corbeille au naturel remplie de fleurs de sinople, au chef d'azur chargé de trois molettes d'éperon d'or. |
| Blason de Bazillac | Détails | blason officiel vérifié auprès de la mairie                                                                             |

| Blason de Bazus-Aure | Blason  | Parti de gueules à trois lévriers rampants contournés d'argent l'un sur l'autre et du même à trois canettes de sable l'une sur l'autre. |
| Blason de Bazus-Aure | Détails | Le statut officiel du blason reste à déterminer.                                                                                        |

| Blason de Bazus-Neste | Blason  | De gueules à la tour d’or accompagnée en pointe de trois mouchetures d’hermine de sable. |
| Blason de Bazus-Neste | Détails | Le statut officiel du blason reste à déterminer.                                         |

| Blason de Beaucens | Blason  | Parti d'argent à trois corneilles de sable, celle de la pointe posée sur une branche de sinople,et d'Aragon. |
| Blason de Beaucens | Détails | blason officiel vérifié auprès de la mairie.                                                                 |

| Blason de Beaudéan | Blason  | Écartelé d'or à un sapin arraché de sinople, et d'argent au heaume de gueules taré de profil accosté de deux ours en pied affrontés de sable. |
| Blason de Beaudéan | Détails | Le statut officiel du blason reste à déterminer.                                                                                              |

| Blason de Bégole | Blason  | D'azur à trois étoiles de six rais d'argent.     |
| Blason de Bégole | Détails | Le statut officiel du blason reste à déterminer. |

| Blason de Bénac | Blason  | D'azur à deux lièvres d'argent bondissants l'un sur l'autre. |
| Blason de Bénac | Détails | blason officiel vérifié auprès de la mairie.                 |

| Blason de Benqué | Blason  | D'azur au mont isolé d'argent accompagné de trois étoiles d'or rangées en chef. |
| Blason de Benqué | Détails | Le statut officiel du blason reste à déterminer.                                |

| Blason de Berbérust-Lias | Blason  | De gueules au mont de sinople sommé d'une tour donjonnée de trois pièces d'argent, au chef du même chargé d'un chien de sable accosté de deux corneilles du même.                                                                             |
| Blason de Berbérust-Lias | Détails | * Il y a là non-respect de la règle de contrariété des couleurs : ces armes sont fautives (sinople sur gueules). Conflit héraldique : la tour n'est pas représentée donjonnée mais crénelée. Le statut officiel du blason reste à déterminer. |

| Blason de Bernac-Debat | Blason  | D'argent au mont de sinople chargé d'une croisette d'or et sommé de deux chênes aussi de sinople ; au chef d'azur chargé de deux fleurs de lys d'or. |
| Blason de Bernac-Debat | Détails | blason officiel vérifié auprès de la mairie. |

| Blason de Bernac-Dessus | Blason  | Coupé voûté, au 1 d'azur à 2 coqs affrontés d'argent posés sur le trait de partition ; au 2 de sinople à 3 arbres aussi d'argent, celui de dextre en barre et celui de senestre en bande ; au soleil non figuré du même de 12 rais droits d'or brochant en cœur sur la partition. |
| Blason de Bernac-Dessus | Détails | Le statut officiel du blason reste à déterminer. |

| Blason de Bernadets-Debat | Blason  | De gueules à la croix alésée pattées d'or, chargée d'une croix alésée d'azur surchargée en cœur d'une croisette d'argent. |
| Blason de Bernadets-Debat | Détails | blason officiel vérifié auprès de la mairie.                                                                              |

| Blason de Bernadets-Dessus | Blason  | D'or à un verne de sinople posé sur un tertre de sable et surmonté d'un lion léopardé de gueules, armé, lampassé et couronné d'azur. |
| Blason de Bernadets-Dessus | Détails | blason adopté le 26 novembre 2015. Création J-P Fernon.                                                                              |

| Blason de Bertren | Blason  | D'azur à la Sainte Vierge couronnée d'or sur un mont de sinople chargé de 2 burelles ondées d'argent et de trois poissons d'or brochants, ceux du chef affrontés ; au chef de gueules* chargé d'une croisette tréflée adextrée d'une mitre posée en bande et senestrée d'une tête de crosse contournée posée en barre, le tout d'or. |
| Blason de Bertren | Détails | * Il y a là non-respect de la règle de contrariété des couleurs : ces armes sont fautives (gueules sur azur). |

| Blason de Betbèze | Blason  | D'azur au chevron abaissé de gueules accompagné en chef d'un croissant d'or et en pointe d'une étoile du même. * Il y a là non-respect de la règle de contrariété des couleurs : ces armes sont fautives (Geules sur Azur.). |
| Blason de Betbèze | Détails | Le statut officiel du blason reste à déterminer. |

| Blason de Betpouey | Blason  | De sinople au mouton d'argent paissant sur un tertre herbeux du champ, au chef de France. |
| Blason de Betpouey | Détails | blason officiel vérifié auprès de la mairie.                                              |

| Blason de Beyrède-Jumet | Blason  | D'azur à la chaîne de montagnes de même, les sommets enneigés d'argent, la chaîne chargée de deux moutons arrêtés affrontés du même sur une terrasse ondée de sinople chargée d'un sabot aussi d'argent ; au chef d'Aragon. |
| Blason de Beyrède-Jumet | Détails | * Il y a là non-respect de la règle de contrariété des couleurs : ces armes sont fautives (sinople sur azur). blason officiel vérifié auprès de la mairie.                                                                  |

| Blason de Bize | Blason  | D'azur à la croix d'argent.                      |
| Blason de Bize | Détails | Le statut officiel du blason reste à déterminer. |

| Blason de Bonnefont | Blason  | Parti d'or à la clef de sable surmontée d'une couronne de vicomte du même, et d'argent à trois tourteaux de gueules. |
| Blason de Bonnefont | Détails | blason officiel vérifié auprès de la mairie.                                                                         |

| Blason de Bonnemazon | Blason  | D'azur à la crosse surmontée d'une croisette accostée de deux étoiles de six rais, le tout d'or. |
| Blason de Bonnemazon | Détails | Le statut officiel du blason reste à déterminer.                                                 |

| Blason de Bonrepos | Blason  | D'azur à l'oiseau d'argent tenant dans son bec une cloche du même, posé sur une branche de sinople, senestré en chef d'une fleur de lys d'or. |
| Blason de Bonrepos | Détails | Le statut officiel du blason reste à déterminer.                                                                                              |

| Blason de Boô-Silhen | Blason  | De sinople à 2 renardeaux au naturel passant l'un sur l'autre.                                             |
| Blason de Boô-Silhen | Détails | blason officiel vérifié auprès de la mairie. |

| Blason de Bordères-Louron | Blason  | D'argent à la chaîne de montagne de sinople soutenue d'une terrasse éclatée isolée de sable, le tout mouvant des flancs et accompagné en chef à senestre d'une étoile à six rais d'or. |
| Blason de Bordères-Louron | Détails | blason officiel vérifié auprès de la mairie. |

| Blason de Bordères-sur-l'Échez | Blason  | De gueules aux deux lions affrontés d'or tenant entre leurs pattes un besant du même surmonté d'une croisette pattée de huit pointes d'azur*. |
| Blason de Bordères-sur-l'Échez | Détails | * Il y a là non-respect de la règle de contrariété des couleurs : ces armes sont fautives (azur sur gueules).                                 |

| Blason de Bordes | Blason  | Parti de Foix, et d'or à deux lions léopardés couronnés de gueules, l'un au-dessus de l'autre . |
| Blason de Bordes | Détails | Le statut officiel du blason reste à déterminer.                                                |

| Blason de Bouilh-Devant | Blason  | De gueules à la tour d'argent ouverte, ajourée et maçonnée de sable. |
| Blason de Bouilh-Devant | Détails | Armes confirmées par la mairie.                                      |

| Blason de Boulin | Blason  | D'argent à la grappe de raisin de pourpre pamprée de deux feuilles de sinople, au chef cousu d'or chargé d'un broc d'azur.                                                                          |
| Blason de Boulin | Détails | * Ces armes emploient le terme « cousu » dans le seul but de contrevenir à la règle de contrariété des couleurs : elles sont fautives : or sur argent. blason officiel vérifié auprès de la mairie. |

| Blason de Bourg-de-Bigorre | Blason  | Parti d'argent à la crosse d'or*, au chef d'azur chargé d'un tau accosté de deux fleurs de lys, le tout aussi d'or ; et d'or au lion d'azur. |
| Blason de Bourg-de-Bigorre | Détails | * Il y a là non-respect de la règle de contrariété des couleurs : ces armes sont fautives (or sur argent).                                   |

| Blason de Bourisp | Blason  | D'azur à la tour d'argent maçonnée de sable posée sur un mont de sinople; au chef d'or chargé d'un lion léopardé de gueules armé et lampassé d'azur, accosté de deux fleurs de lis d'azur. |
| Blason de Bourisp | Détails | * Il y a là non-respect de la règle de contrariété des couleurs : ces armes sont fautives (sinople sur azur). (Adoption officielle des nouveaux émaux en juillet 2012)                     |

| Blason de Bours | Blason  | Parti d'argent à un mont de sinople sommé d'une tour donjonnée au naturel ouverte et ajourée de sable, et d'argent à un oiseau chantant sur une branche, en chef, accompagné, en pointe, de trois poissons nageant l'un sur l'autre, le premier déporté à dextre et le second à senestre, le tout au naturel. |
| Blason de Bours | Détails | Le statut officiel du blason reste à déterminer. |

| Blason de Bramevaque | Blason  | D'argent à la tour de sable, coupé de Foix ; parti d'or à la vache de gueules sur une terrasse de sinople.                                                             |
| Blason de Bramevaque | Détails | Conflit héraldique : le dessin présente la tour ouverte et ajourée du champ, ce que ne mentionne pas le blasonnement. Le statut officiel du blason reste à déterminer. |

| Blason de Bugard | Blason  | D'or à la plante de fougère de sinople.      |
| Blason de Bugard | Détails | blason officiel vérifié auprès de la mairie. |

| Blason de Bulan | Blason  | D'or à trois coquilles de gueules.               |
| Blason de Bulan | Détails | Le statut officiel du blason reste à déterminer. |

| Blason de Bun | Blason  | D'or à deux vaches de gueules, accornées, onglées, accolées et clarinées d'azur, passant l'une sur l'autre. |
| Blason de Bun | Détails | Cette ville portes les armes pleines de Béarn.                                                              |

| Blason de Burg | Blason  | Parti d'azur à la croisette d'argent, et du même à un mont de sinople sommé d'une tour donjonnée de sable, ouverte et ajourée du champ. |
| Blason de Burg | Détails | blason officiel vérifié auprès de la mairie.                                                                                            |

| Blason de Buzon | Blason  | D’or à la barre de sinople haussée à dextre et abaissée à senestre, accompagnée de deux lièvres courants en barre d’argent*, celui de la pointe contourné et soutenu d’une fleur de lys du même. |
| Blason de Buzon | Détails | * Il y a là non-respect de la règle de contrariété des couleurs : ces armes sont fautives (argent sur or). Blason approuvé par délibération du conseil municipal du 18 mars 1837.                |

Pas d'information pour les communes suivantes : Bazordan, Betpouy, Bize (Hautes-Pyrénées) , Bizous, Bouilh-Péreuilh, Bourréac.
Bettes porte un pseudo-blason.
- Haut – A
- B
- C
- D
- E
- F
- G
- H
- I
- J
- K
- L
- M
- N
- O
- P
- Q
- R
- S
- T
- U
- V
- W
- X
- Y
- Z

## C
| Blason de Cabanac | Blason  | D'azur au monde d'or accompagné de trois fleurs de lys du même. |
| Blason de Cabanac | Détails | Le statut officiel du blason reste à déterminer.                |

| Blason de Cadéac | Blason  | Parti d'Armagnac et d'Aragon, le tout sommé d’un chef d’argent chargé d’un lévrier courant de sable colleté de gueules, à la bordure aussi de sable chargée de huit besants d’or. |
| Blason de Cadéac | Détails | blason officiel vérifié auprès de la mairie. |

| Blason de Cadeilhan-Trachère | Blason  | D'azur à la montagne d'argent ombrée de sable, chargée au pied d'une barrière aussi d'argent sur une terrasse de sinople, au chef cousu de gueules chargé d'une croisette pattée de huit pointes d'argent. |
| Blason de Cadeilhan-Trachère | Détails | * Ces armes emploient le terme « cousu » dans le seul but de contrevenir à la règle de contrariété des couleurs : elles sont fautives : gueules sur azur. blason officiel vérifié auprès de la mairie.     |

| Blason de Caixon | Blason  | De pourpre à une crosse d'or, au chef d'azur chargé d'une potence accostée de deux croisettes, le tout d'argent ; parti d'or au lion à la queue léopardée de gueules. |
| Blason de Caixon | Détails | blason officiel vérifié auprès de la mairie. |

| Blason de Calavanté | Blason  | Parti d'argent à une grappe de raisin tigée et feuillée de sinople, et d'azur à la montagne du premier sommée d'une tour du même ajourée de sable ; le tout sommé d'un chef d'azur chargé d'une fleur de lys d'or accostée de deux étoiles à six rais du même. |
| Blason de Calavanté | Détails | blason officiel vérifié auprès de la mairie. |

| Blason de Camalès | Blason  | D'azur à la croix alésée d'argent cantonnée, en pointe, de deux noyers au naturel sur une terrasse de tenné, au chef du second à une branche de noyer feuillée et fruitée au naturel en barre, accostée de deux fleurs de lys d'or*. Devise« dious e moun rey » (Dieu et mon Roi). |
| Blason de Camalès | Détails | * Il y a là non-respect de la règle de contrariété des couleurs : ces armes sont fautives (or sur argent). |

| Blason de Campan | Blason  | D'argent mantelé de sinople, à trois sapins de l'un en l'autre ; au chef ondé de gueules chargé de trois campanes d'or, colletées du champ, soutenu d'une divise ondée du même. |
| Blason de Campan | Détails | Conflit héraldique : les campanes ne sont pas dessinées colletées de gueules. blason officiel vérifié auprès de la mairie.                                                      |

| Blason de Camparan | Blason  | D'azur à une tour d’argent posée sur un mont de sinople et surmontée d'un soleil d'or.                                                                     |
| Blason de Camparan | Détails | * Il y a là non-respect de la règle de contrariété des couleurs : ces armes sont fautives (sinople sur azur). blason officiel vérifié auprès de la mairie. |

| Blason de Campistrous | Blason  | D'argent à l'arbre terrassé de sinople, accosté de deux ânes affrontés de sable, au chef d'azur chargé d'une croisette cléchée, vidée et pommetée de douze pièces d'or, accostée de deux étoiles du même. |
| Blason de Campistrous | Détails | blason officiel vérifié auprès de la mairie. |

| Blason de Campuzan | Blason  | Parti : au premier d'or aux trois pals de gueules, au second d'argent au mont de sinople sommé d'un château de sable.                                                                                                 |
| Blason de Campuzan | Détails | Les panneaux des rues donnent des parties inversées. Conflit héraldique : le château est dessiné ouvert et ajouré de sable, ce que ne mentionne pas le blasonnement. Le statut officiel du blason reste à déterminer. |

| Blason de Cantaous | Blason  | Tranché d'azur à un agneau d'argent paissant sur une terrasse de sable, et de gueules à une branche de genêt au naturel.                                 |
| Blason de Cantaous | Détails | * Il y a là non-respect de la règle de contrariété des couleurs : ces armes sont fautives (sable sur azur). blason officiel vérifié auprès de la mairie. |

| Blason de Capvern | Blason  | D'or à la montagne de sable mouvant du flanc senestre, d'où jaillit un jet d'eau d'azur dans une baignoire d'argent, le tout posé sur une terrasse du second ; au chef de gueules chargé d'un mouton arrêté d'argent. |
| Blason de Capvern | Détails | blason officiel vérifié auprès de la mairie. |

| Blason de Castelbajac | Blason  | D'azur à la croix d'argent.                                     |
| Blason de Castelbajac | Détails | armes primitives de la famille ; blason utilisé par la commune. |

| Blason de Castelnau-Magnoac | Blason  | D'azur au château de deux tours donjonné d'argent, maçonné de sable, ouvert et ajouré du champ sur un monticule de sinople ; au comble émanché de six pièces et deux demies d'or sur sept de gueules, soutenu d'un filet d'argent. |
| Blason de Castelnau-Magnoac | Détails | * Il y a là non-respect de la règle de contrariété des couleurs : ces armes sont fautives (sinople sur azur). blason officiel vérifié auprès de la mairie.                                                                         |

| Blason de Castelnau-Rivière-Basse | Blason  | D'azur à deux loups contournés d'or passant posés et rangés en barre, accompagnés de deux besants d'argent rangés en bande, le tout surmonté d'un lambel du second. |
| Blason de Castelnau-Rivière-Basse | Détails | blason officiel vérifié auprès de la mairie. |

| Blason de Castelvieilh | Blason  | D'argent à la tour de sable sur une terrasse de sinople, au chef d'azur chargé d'une couronne de baron. |
| Blason de Castelvieilh | Détails | Le statut officiel du blason reste à déterminer.                                                        |

| Blason de Castera-Lanusse | Blason  | D'azur au mont cousu de sinople* sommé d'un château de sable*, surmonté d'un soleil rayonnant d'or. |
| Blason de Castera-Lanusse | Détails | Différences entre dessin et blasonnement : terrasse ou mont ; le château est représenté ouvert d'argent, ce que ne mentionne pas le blasonnement. * Il y a là non-respect de la règle de contrariété des couleurs : ces armes sont fautives (sable sur azur). Le statut officiel du blason reste à déterminer. |

| Blason de Castéra-Lou | Blason  | D'or à la tour de gueules ouverte et maçonnée de sable, posée sur un mont de sinople chargé d'un besant du champ, au chef du second chargé de trois raves d'argent feuillées chacune de trois pièces du quatrième. |
| Blason de Castéra-Lou | Détails | Le statut officiel du blason reste à déterminer. |

| Blason de Casterets | Blason  | De gueules à la tour d'or accompagnée en pointe de trois mouchetures d'hermine de sable.                                                                        |
| Blason de Casterets | Détails | * Il y a là non-respect de la règle de contrariété des couleurs : ces armes sont fautives (sable sur gueules). Le statut officiel du blason reste à déterminer. |

| Blason de Castillon | Blason  | D'argent au mont de sinople sommé d'un château de trois tours de sable, celle du milieu plus haute, au chef d'azur chargé d'une fleur de lys d'or accostée de deux colombes affrontées d'argent. |
| Blason de Castillon | Détails | Le statut officiel du blason reste à déterminer. |

| Blason de Caussade-Rivière | Blason  | D'or chaussé d'azur                              |
| Blason de Caussade-Rivière | Détails | Le statut officiel du blason reste à déterminer. |

| Blason de Cauterets | Blason  | D'azur à la montagne d'argent ombrée de sable sur une plaine de sinople, sommée d'un choucas essorant de sable* accosté de deux chaudrons de gueules*. |
| Blason de Cauterets | Détails | * Il y a là non-respect de la règle de contrariété des couleurs : ces armes sont fautives (sable et gueules sur azur).                                 |

| Blason de Cazarilh | Blason  | D'azur au mont cousu de sinople chargé de deux fasces ondées d'argent, sommé d'une tour du même maçonnée de sable, au chef du troisième chargé de deux grenouilles affrontées du second.                   |
| Blason de Cazarilh | Détails | * Ces armes emploient le terme « cousu » dans le seul but de contrevenir à la règle de contrariété des couleurs : elles sont fautives : sinople sur azur. Le statut officiel du blason reste à déterminer. |

| Blason de Cazaux-Debat | Blason  | D'azur à la croix alésée d'argent cantonnée, en pointe, de deux sapins du même sur une terrasse de sinople, au chef aussi d'argent à la branche aussi de sinople posée en barre, accostée de deux fleurs de lys d'or. |
| Blason de Cazaux-Debat | Détails | * Il y a là non-respect de la règle de contrariété des couleurs : ces armes sont fautives (or sur argent et sinople sur azur).                                                                                        |

| Blason de Cazaux-Fréchet-Anéran-Camors | Blason  | Deux écus accolés : - Écartelé de Foix et d'argent à la hache de sable posée en pal (Cazaux Fréchet) - D'azur à l'écusson cousu de sinople chargé d'un agneau d'argent, cantonné de quatre annelets d'or (Anéran Camors) (armes fautives sauf concession). |
| Blason de Cazaux-Fréchet-Anéran-Camors | Détails | blason officiel vérifié auprès de la mairie. |

| Blason de Chelle-Debat | Blason  | D'argent à la colline de sinople sommée d'une pierre de sable chargée d'une croix latine du champ, au comble de Foix. |
| Blason de Chelle-Debat | Détails | blason officiel vérifié auprès de la mairie.                                                                          |

| Blason de Chelle-Spou | Blason  | Parti d'azur à l'échelle d'argent posée en bande, accompagnée en chef d'une étoile d'or ; et de gueules à la tour ronde d'argent maçonnée, ouverte et ajourée de sable. |
| Blason de Chelle-Spou | Détails | Armes parlantes. (échelle) blason officiel vérifié auprès de la mairie.                                                                                                 |

| Blason de Cheust | Blason  | De gueules à un château donjonné d’argent ajouré de sable, posé sur une colline de sinople* et surmonté d’une couronne antique d’or ; au comble cousu d’azur* chargé d’une étoile à 4 rais accostée de 2 étoiles à 6 rais, le tout d'or. |
| Blason de Cheust | Détails | * Il y a là non-respect de la règle de contrariété des couleurs : ces armes sont fautives (sinople et azur sur gueules). |

| Blason de Chèze | Blason  | D'azur à deux chèvres d'argent affrontées sur un mont de sinople chargé d'une fleur de lys d'or ; au chef d'or chargé d'un mont de sinople mouvant du trait du chef et sommé d'une corneille de sable. |
| Blason de Chèze | Détails | * Il y a là non-respect de la règle de contrariété des couleurs : ces armes sont fautives (sinople sur azur). Le statut officiel du blason reste à déterminer.                                         |

| Blason de Chis | Blason  | D'azur à la croix latine d'argent sommant un mont de sinople.                                                                                              |
| Blason de Chis | Détails | * Il y a là non-respect de la règle de contrariété des couleurs : ces armes sont fautives (sinople sur azur). blason officiel vérifié auprès de la mairie. |

| Blason de Cieutat | Blason  | Parti de gueules à une palissade alésée d’or posée sur une terrasse de sinople, et d'azur à deux chouettes d’argent perchées sur une branche au naturel, rangées en bande. |
| Blason de Cieutat | Détails | * Il y a là non-respect de la règle de contrariété des couleurs : ces armes sont fautives (sinople sur gueules). Le statut officiel du blason reste à déterminer.          |

| Blason de Cizos | Blason  | De gueules à neuf billettes d'argent en croix, cinq posées en pal, deux à chaque flanc posées en fasce, le tout surmonté d'une étoile du même. |
| Blason de Cizos | Détails | blason officiel vérifié auprès de la mairie.                                                                                                   |

| Blason de Clarac | Blason  | Coupé de gueules à l'épée d'argent, et d'azur à trois étoiles du second. |
| Blason de Clarac | Détails | Le statut officiel du blason reste à déterminer.                         |

| Blason de Clarens | Blason  | Parti de Foix, et d'azur à une cloche d'or posée en barre. |
| Blason de Clarens | Détails | blason officiel vérifié auprès de la mairie                |

| Blason de Collongues | Blason  | Parti de gueules à 3 lévriers d'argent colletés d'azur courant l'un sur l'autre ; et du second à 3 canettes de sable rangées en pal. |
| Blason de Collongues | Détails | Le statut officiel du blason reste à déterminer.                                                                                     |

| Blason de Coussan | Blason  | De gueules à la croix d'argent, sur le tout d'or au lion du champ. |
| Blason de Coussan | Détails | blason officiel vérifié auprès de la mairie.                       |

| Blason de Créchets | Blason  | Parti de gueules au lion d'argent, et du premier à une épée basse du second ; au chef de France. |
| Blason de Créchets | Détails | Le statut officiel du blason reste à déterminer.                                                 |

Pas d'information pour les communes suivantes : Caharet, Camous, Caubous (Hautes-Pyrénées).
- Haut – A
- B
- C
- D
- E
- F
- G
- H
- I
- J
- K
- L
- M
- N
- O
- P
- Q
- R
- S
- T
- U
- V
- W
- X
- Y
- Z

## D
| Blason de Devèze | Blason  | D'argent à 3 pals d'azur ; au chef d'or chargé d'une barrière de sable. |
| Blason de Devèze | Détails | Le statut officiel du blason reste à déterminer.                        |

| Blason de Dours | Blason  | D'azur au loup hurlant d'or soutenu d'un annelet du même. |
| Blason de Dours | Détails | blason officiel vérifié auprès de la mairie.              |

- Haut – A
- B
- C
- D
- E
- F
- G
- H
- I
- J
- K
- L
- M
- N
- O
- P
- Q
- R
- S
- T
- U
- V
- W
- X
- Y
- Z

## E
| Blason de Ens | Blason  | Parti de gueules à deux épées basses d'argent, et d'azur à deux épis d'or.            |
| Blason de Ens | Détails | Armes parlantes. (ensis = épée en latin) blason officiel vérifié auprès de la mairie. |

| Blason de Esbareich | Blason  | D'azur à un mouton d'argent sur un tertre herbeux au naturel; à la bordure d'argent chargée de huit étincelles de gueules. |
| Blason de Esbareich | Détails | Le statut officiel du blason reste à déterminer.                                                                           |

| Blason de Escala | Blason  | D'azur à une échelle cousue de sable posée en barre, accompagnée en chef d'une étoile d'or. |
| Blason de Escala | Détails | Armes parlantes. (échelle) Le statut officiel du blason reste à déterminer.                 |

| Blason de Escaunets | Blason  | D'argent à trois arbres au naturel rangés sur une terrasse de sinople, surmontés de deux étoiles de six rais d'or, au chef d'azur chargé d'une vache cousue de gueules accostée de deux fleurs de lys du champ. |
| Blason de Escaunets | Détails | * Il y a là non-respect de la règle de contrariété des couleurs : ces armes sont fautives (or sur argent et gueules sur azur).                                                                                  |

| Blason de Escondeaux | Blason  | D'or à deux raves au naturel en chef et un béret de gueules en pointe. |
| Blason de Escondeaux | Détails | blason officiel vérifié auprès de la mairie.                           |

| Blason de Escots | Blason  | D'argent à un chêne de sinople, accosté de deux ours en pied affrontés de sable, le tout sur une terrasse aussi de sinople. |
| Blason de Escots | Détails | Le statut officiel du blason reste à déterminer.                                                                            |

| Blason de Esparros | Blason  | Parti de gueules à deux lions d'or l'un sur l'autre, et d'azur à deux lévriers de gueules*, colletés et bouclés d'or, passant l'un sur l'autre. |
| Blason de Esparros | Détails | * Il y a là non-respect de la règle de contrariété des couleurs : ces armes sont fautives (gueules sur azur).                                   |

| Blason de Esquièze-Sère | Blason  | D'argent à une tour de sable sur une terrasse de sinople, accostée de deux sapins du même, surmontée d'une croisette aussi de sable accostée de deux soleils du même. |
| Blason de Esquièze-Sère | Détails | Conflit héraldique : la tour est dessinée ouverte et ajourée du champ, ce que ne mentionne pas le blasonnement. blason officiel vérifié auprès de la mairie.          |

| Blason de Estaing | Blason  | De sinople à deux burèles ondées d'argent soutenues chacune d'une truite du même, au chef d'or chargé d'une couronne comtale d'argent*.                                                                   |
| Blason de Estaing | Détails | Conflit héraldique : la couronne comtale est représentée avec des motifs d'azur et de gueules. * Il y a là non-respect de la règle de contrariété des couleurs : ces armes sont fautives (argent sur or). |

| Blason de Estampures | Blason  | Parti de gueules à trois fleurs de lys d'or accompagnant un bâton cousu de sable péri en bande ; et d'azur à une tour du second flanquée de deux échauguettes, maçonnée, ouverte et ajourée de sable. |
| Blason de Estampures | Détails | * Il y a là non-respect de la règle de contrariété des couleurs : ces armes sont fautives (sable sur gueules). Le statut officiel du blason reste à déterminer.                                       |

| Blason de Estarvielle | Blason  | De gueules à deux fers de lance d'or posés en pal et rangés en fasce. |
| Blason de Estarvielle | Détails | blason officiel vérifié auprès de la mairie.                          |

| Blason de Estensan | Blason  | Parti d'or à un mont de sinople sommé d'une tour donjonnée de gueules, et d'azur à un oiseau d'argent sur une branche du même             |
| Blason de Estensan | Détails | Conflit héraldique : la branche est posée en bande, ce que ne mentionne pas le blasonnement. blason officiel vérifié auprès de la mairie. |

| Blason de Estirac | Blason  | D'azur à la fasce ondée d'argent accompagnée en chef d'une fleur de lys d'or et en pointe d'une grenouille du même, au chef du champ chargé d'un poisson d'argent. |
| Blason de Estirac | Détails | Le statut officiel du blason reste à déterminer. |

Pas d'information pour les communes suivantes : Esconnets, Escoubès-Pouts, Espèche, Espieilh, Esterre
- Haut – A
- B
- C
- D
- E
- F
- G
- H
- I
- J
- K
- L
- M
- N
- O
- P
- Q
- R
- S
- T
- U
- V
- W
- X
- Y
- Z

## F
| Blason de Ferrère | Blason  | Parti de gueules à la tour d'argent maçonnée, ouverte et ajourée de sable sur une terrasse de sinople, surmontée d'une flèche d'argent posée en barre ; et d'azur à la brebis du second paissant sur une terrasse du quatrième. |
| Blason de Ferrère | Détails | * Il y a là non-respect de la règle de contrariété des couleurs : ces armes sont fautives (sinople sur gueules et sur azur). blason officiel vérifié auprès de la mairie.                                                       |

| Blason de Ferrières | Blason  | De gueules à deux fers de lance d'argent.                            |
| Blason de Ferrières | Détails | Armes parlantes. (fers) blason officiel vérifié auprès de la mairie. |

| Blason de Fontrailles | Blason  | D'or aux deux lions affrontés couronnés de sable, au chef d'azur chargé d'un croissant d'argent accosté de deux étoiles de six rais du même. |
| Blason de Fontrailles | Détails | blason officiel vérifié auprès de la mairie.                                                                                                 |

| Blason de Fréchède | Blason  | D'argent au mont de sinople chargé d'une croisette d'or, sommé de deux arbres aussi de sinople, au chef d'azur chargé d'un bâton cousu de sable péri en bande accosté de deux fleurs de lys d'or. |
| Blason de Fréchède | Détails | Le statut officiel du blason reste à déterminer. |

| Blason de Fréchendets | Blason  | D'azur au mont d'argent sommé d'une croisette latine d'or. |
| Blason de Fréchendets | Détails | Le statut officiel du blason reste à déterminer.           |

| Blason de Fréchet-Aure | Blason  | D'argent à 2 frênes de sinople sur un tertre de même ; au chef d'azur chargé de 2 lézards passants affrontés d'argent. |
| Blason de Fréchet-Aure | Détails | blason officiel vérifié auprès de la mairie (avril 2015).                                                              |

| Blason de Fréchou-Fréchet | Blason  | De sinople à deux renards d'or passant l'un sur l'autre. |
| Blason de Fréchou-Fréchet | Détails | Le statut officiel du blason reste à déterminer.         |

- Haut – A
- B
- C
- D
- E
- F
- G
- H
- I
- J
- K
- L
- M
- N
- O
- P
- Q
- R
- S
- T
- U
- V
- W
- X
- Y
- Z

## G
| Blason de Gaillagos | Blason  | D'or à deux vaches de gueules accolées et clarinées d'azur, passant l'une au-dessus de l'autre. |
| Blason de Gaillagos | Détails | Cette commune reprend sans justifications les armes du Béarn.                                   |

| Blason de Galan | Blason  | D'or à trois fleurs de lys d'azur.           |
| Blason de Galan | Détails | blason officiel vérifié auprès de la mairie. |

| Blason de Galez | Blason  | D'argent au sanglier de sable sur une terrasse de sinople; au chef soudé d'or chargé d'une fleur de lis d'azur. |
| Blason de Galez | Détails | * Ces armes emploient le terme « cousu » dans le seul but de contrevenir à la règle de contrariété des couleurs : elles sont fautives : or sur argent. Conflit héraldique : le sanglier est représenté défendu et allumé d'argent, ce que ne mentionne pas le blasonnement. Le statut officiel du blason reste à déterminer. |

| Blason de Gardères | Blason  | D'argent à trois arbres au naturel rangés sur une terrasse de sinople, surmontés de trois étoiles de six rais d'or* rangées en fasce, au chef d'azur chargé d'une vache cousue de gueules accostée de deux fleurs de lys aussi d'or. |
| Blason de Gardères | Détails | * Il y a là non-respect de la règle de contrariété des couleurs : ces armes sont fautives (gueules sur azur et or sur argent). Le statut officiel du blason reste à déterminer.                                                      |

| Blason de Gaudent | Blason  | D'azur à la croix d'argent.                      |
| Blason de Gaudent | Détails | Le statut officiel du blason reste à déterminer. |

| Blason de Gaussan | Blason  | D'or à un âne et une vache affrontés de sable, soutenus d'un filet ondé d'azur; au chef de gueules chargé de trois plumes d'argent posées en barre. |
| Blason de Gaussan | Détails | blason officiel vérifié auprès de la mairie. |

| Blason de Gavarnie | Blason  | D'argent à un isard au naturel sur un tertre herbeux de sinople mouvant de la pointe, au chef de gueules chargé d'une croix pattée de huit pointes d'argent, sur laquelle broche en cœur un besant d'or, et accostée de deux coquilles du même. |
| Blason de Gavarnie | Détails | blason officiel vérifié auprès de la mairie. |

| Blason de Gayan | Blason  | De gueules au lion d'argent couronné d'or, accompagné de huit besants du second en orle. |
| Blason de Gayan | Détails | Le statut officiel du blason reste à déterminer.                                         |

| Blason de Gèdre | Blason  | De sinople à deux burèles ondées d'argent surmontées chacune d'une truite du même, celle du bas contournée; au chef d'or chargé d'une couronne comtale d'argent*. |
| Blason de Gèdre | Détails | * Il y a là non-respect de la règle de contrariété des couleurs : ces armes sont fautives (argent sur or).                                                        |

| Blason de Gembrie | Blason  | Parti de sinople et de gueules, à l'écusson d'argent chargé d'une lettre B capitale d'or* brochant en chef, au chef de France brochant sur le parti. |
| Blason de Gembrie | Détails | * Il y a là non-respect de la règle de contrariété des couleurs : ces armes sont fautives (or sur argent).                                           |

| Blason de Générest | Blason  | D'azur à un loup passant d'or soutenu d'un annelet d'argent. |
| Blason de Générest | Détails | Le statut officiel du blason reste à déterminer.             |

| Blason de Génos | Blason  | De gueules à une tour donjonnée d'argent, ouverte et ajourée de sable sur un monticule de sinople* ; à la champagne d'azur* chargée d'une burèle ondée d'argent.      |
| Blason de Génos | Détails | blason officiel vérifié auprès de la mairie. * Il y a là non-respect de la règle de contrariété des couleurs : ces armes sont fautives (sinople et azur sur gueules). |

| Blason de Gensac | Blason  | D'azur à deux oies contournées d'argent couchées sur une terrasse rectangulaire isolée de sinople*, l'oie de dextre brochant légèrement sur celle de senestre, à la bordure du même* chargée de six besants d'or ordonnés 2,2 et 2, les oies surmontées d'une étoile du même brochant en partie sur la bordure. |
| Blason de Gensac | Détails | * Il y a là non-respect de la règle de contrariété des couleurs : ces armes sont fautives (sinople sur azur). |

| Blason de Ger | Blason  | D'azur au mont cousu de sinople sommé d'une maison de sable*, ouverte et ajourée d'argent, surmontée d'un soleil d'or. |
| Blason de Ger | Détails | * Il y a là non-respect de la règle de contrariété des couleurs : ces armes sont fautives (sable sur azur).            |

| Blason de Gerde | Blason  | De gueules à trois pals d'or alésés, fléchés en pointe et rangés en fasce, au chef cousu d'azur* chargé de trois palombes volantes d'argent.              |
| Blason de Gerde | Détails | * Ces armes emploient le terme « cousu » dans le seul but de contrevenir à la règle de contrariété des couleurs : elles sont fautives : azur sur gueules. |

| Blason de Germ | Blason  | Parti de gueules à trois loubets (jeunes loups) d'argent passant l'un sur l'autre, et du même à trois corneilles de sable rangées en pal. |
| Blason de Germ | Détails | blason officiel vérifié auprès de la mairie.                                                                                              |

| Blason de Geu | Blason  | Parti de gueules à une tour crénelée de quatre pièces d'or, ouverte et ajourée du champ sur une terrasse d'azur ; et de sinople à une vache d'or, accolée et clarinée d'azur passant sur une terrasse de même. |
| Blason de Geu | Détails | * Il y a là non-respect de la règle de contrariété des couleurs : ces armes sont fautives (azur sur gueules et sinople). blason officiel vérifié auprès de la mairie.                                          |

| Blason de Gez | Blason  | D'azur au menhir de sable sur un mont herbeux de sinople, au chef d'or chargé de deux branches de châtaignier aussi de sinople, fruitées du champ. |
| Blason de Gez | Détails | Le statut officiel du blason reste à déterminer.                                                                                                   |

| Blason de Gez-ez-Angles | Blason  | D'or à la bande de sable, au chef d'azur chargé d'une croisette d'argent. |
| Blason de Gez-ez-Angles | Détails | Blason officiel vérifié auprès de la mairie.                              |

| Blason de Gonez | Blason  | De gueules à la croix d'or, sur le tout du même à un lion léopardé du champ. |
| Blason de Gonez | Détails | blason officiel vérifié auprès de la mairie.                                 |

| Blason de Gouaux | Blason  | D'argent à un lévrier rampant de gueules colleté d'azur, à la bordure de sinople chargée au point du chef d'une fleur de lys d'or, et de six besants du même en orle. |
| Blason de Gouaux | Détails | Le statut officiel du blason reste à déterminer. |

| Blason de Goudon | Blason  | De gueules au cœur d'or surmonté d'une fleur de lys d'argent, accompagné de cinq étoiles aussi d'or ordonnées 2 en chef, 2 et 1 en pointe. |
| Blason de Goudon | Détails | Le statut officiel du blason reste à déterminer.                                                                                           |

| Blason de Gourgue | Blason  | D'azur au lion d'or accosté en chef de deux étoiles de six rais de gueules*.                                  |
| Blason de Gourgue | Détails | * Il y a là non-respect de la règle de contrariété des couleurs : ces armes sont fautives (gueules sur azur). |

| Blason de Grailhen | Blason  | D'argent au mont de sinople sommé d'un arbre du même, accosté de deux ânes affrontés de sable, au chef d'azur chargé d'une croix cléchée, vidée, pommetée de douze pièces d'or, accostée de deux étoiles du même. |
| Blason de Grailhen | Détails | Le statut officiel du blason reste à déterminer. |

| Blason de Grézian | Blason  | De gueules à un bât, de front, d'argent clouté de sable, avec ses 2 corbeilles d'or ; à la bordure cousue de sable* chargée de 8 besants d'or.             |
| Blason de Grézian | Détails | * Ces armes emploient le terme « cousu » dans le seul but de contrevenir à la règle de contrariété des couleurs : elles sont fautives : sable sur gueules. |

| Blason de Grust | Blason  | D'azur à une chaîne de montagne d'argent, à une maison de sable terrassée de sinople brochante, le tout surmonté d'un soleil rayonnant d'or.                    |
| Blason de Grust | Détails | Conflit héraldique : la maison est présentée ouverte et ajourée de sable, ce que ne mentionne pas le blasonnement. blason officiel vérifié auprès de la mairie. |

| Blason de Guchan | Blason  | D'argent au lévrier dressé contourné de sable, colleté avec sa laisse du même, à la bordure du même chargée de huit besants d'or. |
| Blason de Guchan | Détails | blason officiel vérifié auprès de la mairie.                                                                                      |

| Blason de Guchen | Blason  | D'azur à deux chênes d'or sur une terrasse du même, accompagnés en chef d'une croisette d'argent ; au chef cousu de sable* chargé d'une branche de gui d'or fruitée d'argent, accostée de deux fleurs de lys aussi d'or. |
| Blason de Guchen | Détails | Armes parlantes. (Guchen est illustré par gui + chêne) * Ces armes emploient le terme « cousu » dans le seul but de contrevenir à la règle de contrariété des couleurs : elles sont fautives : sable sur azur.           |

| Blason de Guizerix | Blason  | D'azur à une tour donjonnée d'argent, maçonnée de sable, posée sur une montagne de sinople et accostée de 2 fleurs de lys d'or ; au chef d'or chargé d'un lion léopardé de gueules armé et lampassé d'azur. |
| Blason de Guizerix | Détails | * Il y a là non-respect de la règle de contrariété des couleurs : ces armes sont fautives (sinople sur azur). Le statut officiel du blason reste à déterminer.                                              |

- Haut – A
- B
- C
- D
- E
- F
- G
- H
- I
- J
- K
- L
- M
- N
- O
- P
- Q
- R
- S
- T
- U
- V
- W
- X
- Y
- Z

## H
| Blason de Hachan | Blason  | D’argent à 2 haches adossées de sable ; au chef de Foix, à la couronne de baron d’or brochante. |
| Blason de Hachan | Détails | Conflit héraldique : la couronne est représentée avec des motifs d'azur et de gueules. Armes parlantes. (haches) Mise en conformité JP Fernon, adoptée par délibération municipale du 22 septembre 2015 |

| Blason de Hagedet | Blason  | Écartelé : au premier et au quatrième de gueules à la bande d'or, au deuxième et au troisième de gueules au lion d'or. |
| Blason de Hagedet | Détails | Le statut officiel du blason reste à déterminer.                                                                       |

| Blason de Hauban | Blason  | Parti : au premier d'or au lion d'azur, au second de gueules à trois flèches basses d'or empennées d'azur. |
| Blason de Hauban | Détails | Le statut officiel du blason reste à déterminer.                                                           |

| Blason de Hautaget | Blason  | D'argent à l'aigle bicéphale de sable.           |
| Blason de Hautaget | Détails | Le statut officiel du blason reste à déterminer. |

| Blason de Hèches | Blason  | D'or au mont de sinople sommé d'une tour de sable ajourée du champ et chargé d'un pont d'argent maçonné aussi de sable posé sur ure rivière aussi d'argent mouvant de la pointe. |
| Blason de Hèches | Détails | (D.M 12 décembre 2008) |

| Blason de Hères | Blason  | D'azur à la fasce ondée d'argent accompagnée de 3 canettes d'or, celles du chef affrontées. |
| Blason de Hères | Détails | Le statut officiel du blason reste à déterminer.                                            |

| Blason de Hibarette | Blason  | Parti : au 1er de gueules à une fouine passante d'argent, au 2d d'or à deux ours passants de sable. |
| Blason de Hibarette | Détails | Le statut officiel du blason reste à déterminer.                                                    |

| Blason de Hiis | Blason  | D'argent au serpent ailé de sable posé en pal, au chef d'azur chargé d'une étoile de six rais d'or accostée de deux croissants du même. |
| Blason de Hiis | Détails | Le statut officiel du blason reste à déterminer.                                                                                        |

| Blason de Hitte | Blason  | D'argent à trois fasces ondées d'azur, à une peyre-hitte (borne) de sable mouvant de la pointe, brochant sur le tout. |
| Blason de Hitte | Détails | Armes parlantes. (peyre-hitte) blason officiel vérifié auprès de la mairie.                                           |

| Blason de Horgues | Blason  | D'argent à l'orme de sinople sur une terrasse de sable, au chef d'azur chargé de trois croisettes d'or, celle du milieu plus grande. |
| Blason de Horgues | Détails | blason officiel vérifié auprès de la mairie.                                                                                         |

| Blason de Houeydets | Blason  | D'azur à la croix d'argent.                      |
| Blason de Houeydets | Détails | Le statut officiel du blason reste à déterminer. |

| Blason de Hourc | Blason  | D'azur au monde d'or cintré de gueules, sommé d'une boule du même. |
| Blason de Hourc | Détails | Le statut officiel du blason reste à déterminer.                   |

- Haut – A
- B
- C
- D
- E
- F
- G
- H
- I
- J
- K
- L
- M
- N
- O
- P
- Q
- R
- S
- T
- U
- V
- W
- X
- Y
- Z

## I
| Blason de Ibos | Blason  | Écartelé d'azur et de gueules; à la croix d'or brochant sur la partition et cantonnée de quatre lettres capitales I du même. |
| Blason de Ibos | Détails | blason officiel vérifié auprès de la mairie.                                                                                 |

| Blason de Ilhet | Blason  | Parti de Foix et d'argent au mont de sinople sommé d'un château de sable. |
| Blason de Ilhet | Détails | Le statut officiel du blason reste à déterminer.                          |

| Blason de Ilheu | Blason  | D'azur à deux hiboux au naturel posés sur une branche de sinople, au chef d'Aragon. |
| Blason de Ilheu | Détails | Le statut officiel du blason reste à déterminer.                                    |

| Blason de Izaux | Blason  | De gueules à la croix d'or.                      |
| Blason de Izaux | Détails | Le statut officiel du blason reste à déterminer. |

| Blason de Izaourt | Blason  | D'or aux trois pals de gueules, au chef d'azur chargé de deux poissons d'argent. |
| Blason de Izaourt | Détails | Le statut officiel du blason reste à déterminer.                                 |

- Haut – A
- B
- C
- D
- E
- F
- G
- H
- I
- J
- K
- L
- M
- N
- O
- P
- Q
- R
- S
- T
- U
- V
- W
- X
- Y
- Z

## J
| Blason de Jacque | Blason  | D'argent à la tour de sable avec son mur sur une terrasse de sinople, au chef de gueules chargé d'une fleur de lys d'or accostée de deux besants du même chargés chacun d'une fleur de lys soudée du champ. |
| Blason de Jacque | Détails | Conflit héraldique : la tour de sable est présentée ajourée du champ, ce que ne mentionne pas le blasonnement. Le statut officiel du blason reste à déterminer.                                             |

| Blason de Jarret | Blason  | D'azur à la bande d'or chargée de l'inscription "JARRET" en lettres capitales de sable, accompagnée en chef d'une aigle de profil d'argent essorante, les ailes relevées dans le dos, et d'un lion d'or en pointe. |
| Blason de Jarret | Détails | Blason officiel vérifié auprès de la mairie. |

| Blason de Jézeau | Blason  | D'azur au mont cousu de sinople sommé d'une tour d'argent, au chef cousu de gueules chargé d'une croix de Malte d'argent remplie d'or. |
| Blason de Jézeau | Détails | Le statut officiel du blason reste à déterminer.                                                                                       |

| Blason de Juillan | Blason  | D'azur à un quart de besant ailé d'or mouvant du canton dextre du chef et à une chaîne de montagne d'argent chargée d'une roue dentée de gueules mouvant de la pointe à senestre, à un épi de blé d'or brochant à senestre sur la roue, la montagne et le champ. |
| Blason de Juillan | Détails | Blason officiel vérifié auprès de la mairie. |

| Blason de Julos | Blason  | De gueules à un château d’argent maçonné de sable posé sur un mont de sinople et accompagné de trois étoiles de six rais d'or.                                    |
| Blason de Julos | Détails | * Il y a là non-respect de la règle de contrariété des couleurs : ces armes sont fautives (sinople sur gueules). Le statut officiel du blason reste à déterminer. |

| Blason de Juncalas | Blason  | D'azur à deux corbeaux affrontés de sable* posés sur une branche de sinople, au chef d'argent chargé d'une étoile de six rais d'or. |
| Blason de Juncalas | Détails | * Il y a là non-respect de la règle de contrariété des couleurs : ces armes sont fautives (sable sur azur et or sur argent).        |

- Haut – A
- B
- C
- D
- E
- F
- G
- H
- I
- J
- K
- L
- M
- N
- O
- P
- Q
- R
- S
- T
- U
- V
- W
- X
- Y
- Z

## L
| Blason de Labassère | Blason  | De gueules à la tour cousue de sable sur une terrasse de sinople, au chef cousu d'azur chargé de quatre triangles d'or accolés par la pointe. |
| Blason de Labassère | Détails | * Il y a là non-respect de la règle de contrariété des couleurs : ces armes sont fautives (sinople et azur sur gueules). Conflit héraldique : la tour est représentée ajourée d'argent, ce que ne mentionne pas le blason. Le statut officiel du blason reste à déterminer. |

| Blason de Labastide | Blason  | D'azur à un loup d'or soutenu d'un annelet cousu de gueules*.                                                                                             |
| Blason de Labastide | Détails | * Ces armes emploient le terme « cousu » dans le seul but de contrevenir à la règle de contrariété des couleurs : elles sont fautives : gueules sur azur. |

| Blason de Labatut-Rivière | Blason  | D'argent à trois épées basses de gueules rangées en fasce, celle du milieu plus longue. |
| Blason de Labatut-Rivière | Détails | Blason officiel vérifié auprès de la mairie.                                            |

| Blason de Laborde | Blason  | D'or à une tige arrachée de chardon au naturel, fleurie de 3 pièces et feuillée de 2 ; au chef d'azur chargé d'un roc d'échiquier accosté de 2 bêches, celle de dextre en bande et celle de senestre en barre, le tout du champ. |
| Blason de Laborde | Détails | Le statut officiel du blason reste à déterminer. |

| Blason de Lacassagne | Blason  | Écartelé : au premier et au quatrième d'argent au lévrier de gueules, au deuxième et au troisième d'azur au fer de lance d'argent. |
| Blason de Lacassagne | Détails | Le statut officiel du blason reste à déterminer.                                                                                   |

| Blason de Lafitole | Blason  | D'azur au chevron d'or accompagné de trois croissants d'argent. |
| Blason de Lafitole | Détails | Blason officiel vérifié auprès de la mairie.                    |

| Blason de Lagarde | Blason  | D'argent à un arbre de sinople sur une terrasse isolée du même, accosté de deux lions affrontés de gueules, soutenu d'un croissant d'azur. |
| Blason de Lagarde | Détails | Le statut officiel du blason reste à déterminer.                                                                                           |

| Blason de Lagrange | Blason  | De sinople à deux renards de sable l'un sur l'autre, au chef d'azur chargé d'une croisette pattée d'or accostée de deux étoiles du même. |
| Blason de Lagrange | Détails | * Il y a là non-respect de la règle de contrariété des couleurs : ces armes sont fautives (sable et azur sur sinople).                   |

| Blason de Lahitte-Toupière | Blason  | D’or à un pin arraché de sinople accosté de deux ours affrontés passants de sable, muselés de gueules. |
| Blason de Lahitte-Toupière | Détails | Blason officiel vérifié auprès de la mairie.                                                           |

| Blason de Lalanne | Blason  | D'azur à la tour donjonnée de trois pièces d'argent. |
| Blason de Lalanne | Détails | Le statut officiel du blason reste à déterminer.     |

| Blason de Lalanne-Trie | Blason  | De gueules à la flèche renversée d'argent ; au chef fascé de 4 pièces du champ et d'or. |
| Blason de Lalanne-Trie | Détails | Blason officiel vérifié auprès de la mairie.                                            |

| Blason de Laloubère | Blason  | D'or à deux loups de gueules passant l'un sur l'autre |
| Blason de Laloubère | Détails | Blason officiel vérifié auprès de la mairie.          |

| Blason de Lamarque-Pontacq | Blason  | D'azur à un mouton d'argent sur une terrasse de sinople, à la bordure du second chargée de sept flocons de laine de tenné.                                 |
| Blason de Lamarque-Pontacq | Détails | * Il y a là non-respect de la règle de contrariété des couleurs : ces armes sont fautives (sinople sur azur). Blason officiel vérifié auprès de la mairie. |

| Blason de Lamarque-Rustaing | Blason  | De gueules à trois coquilles d'or, au chef du champ chargé de quatre pals du second. |
| Blason de Lamarque-Rustaing | Détails | Blason officiel vérifié auprès de la mairie.                                         |

| Blason de Laméac | Blason  | D'argent à un alambic de sable, au chef de sinople chargé de trois escargots d'or contournés et mal ordonnés. |
| Blason de Laméac | Détails | Blason officiel vérifié auprès de la mairie.                                                                  |

| Blason de Lançon | Blason  | Écartelé de Foix, et d'argent à une doloire de sable. |
| Blason de Lançon | Détails | Le statut officiel du blason reste à déterminer.      |

| Blason de Lanespède | Blason  | D'azur aux deux renards affrontés d'argent sur une terrasse de sinople, surmontés d'une fleur de lys d'argent.                    |
| Blason de Lanespède | Détails | * Il y a là non-respect de la règle de contrariété des couleurs : ces armes sont fautives (sinople sur azur). Blason non officiel |

| Blason de Lanne | Blason  | D'azur au lion d'or, au chef d'argent chargé de trois croissants du champ, celui au centre plus grand. |
| Blason de Lanne | Détails | Le statut officiel du blason reste à déterminer.                                                       |

| Blason de Lannemezan | Blason  | Écartelé : aux 1er et 4e d'or à trois pals alésés de gueules, au 2d d'azur à la vache passante colletée et clarinée d'argent, au 3e du même au lévrier rampant contourné de sable. |
| Blason de Lannemezan | Détails | Blason officiel vérifié auprès de la mairie. |

| Blason de Lansac | Blason  | D'azur à une maison en pignon d'or ouverte et ajourée de gueules, posée sur une montagne de sinople et surmontée d'un soleil rayonnant aussi d'or.                                                            |
| Blason de Lansac | Détails | * Il y a là non-respect de la règle de contrariété des couleurs : ces armes sont fautives (sinople sur azur). Armoiries mises en conformité par M. JP. Fernon, et adoptées par la commune le 12 janvier 2016. |

| Blason de Lapeyre | Blason  | D'argent à la colline de sinople sommée d'une pierre de sable chargée d'une croix latine du champ, au chef cousu de Foix. |
| Blason de Lapeyre | Détails | Le cousu de Foix est une possible augmentation, donc acceptable. Blason officiel vérifié auprès de la mairie.             |

| Blason de Laran | Blason  | D'azur à un cygne nageant d'argent sur deux fasces ondées du même, au chef d'or chargé de deux fleurs de lys du champ. |
| Blason de Laran | Détails | Le statut officiel du blason reste à déterminer.                                                                       |

| Blason de Larroque | Blason  | D'argent au chapeau de cardinal de gueules avec ses 30 houppes, au chef d'azur chargé d'une mitre, adextrée d'une croix archiépiscopale tréflée à longue hampe posée en barre et senestrée d'une crosse posée en bande, le tout d'or. |
| Blason de Larroque | Détails | Le statut officiel du blason reste à déterminer. |

| Blason de Lascazères | Blason  | D'azur au chevron d'or accompagné en chef de deux têtes de Maure au naturel tortillées d'argent et en pointe de 3 pâquerettes tigées mal ordonnées en bouquet mouvant d'une terrasse, le tout aussi d'or. |
| Blason de Lascazères | Détails | Armoiries des seigneurs de Lascazères, de la noble famille Pasquier de Franclieu, anciens propriétaires du domaine. Blason officiel vérifié auprès de la mairie.                                          |

| Blason de Laslades | Blason  | Parti d'azur à deux lions léopardés couronnés d'or passant l'un sur l'autre, et du premier à un mont d'argent sommé d'un coq du second. |
| Blason de Laslades | Détails | Blason officiel vérifié auprès de la mairie.                                                                                            |

| Blason de Lassales | Blason  | De gueules à la tour d'or soutenue de trois mouchetures d'hermine cousues de sable*.                                                                       |
| Blason de Lassales | Détails | * Ces armes emploient le terme « cousu » dans le seul but de contrevenir à la règle de contrariété des couleurs : elles sont fautives : sable sur gueules. |

| Blason de Lau-Balagnas | Blason  | D'azur à la fasce ondée d'argent accompagnée en pointe d'une canette d'or ; au chef du même chargé de deux corneilles affrontées de sable, becquées et membrées de gueules. |
| Blason de Lau-Balagnas | Détails | Adopté par délibération du 10 juillet 2015. |

| Blason de Layrisse | Blason  | D'argent au mont de sinople sommé d'une pierre de sable, au chef de gueules chargé d'un fer à cheval du champ accosté de deux têtes de maure de sable tortillées d'argent. |
| Blason de Layrisse | Détails | Blason officiel vérifié auprès de la mairie. |

| Blason de Lescurry | Blason  | D'argent aux trois fasces ondées d'azur.         |
| Blason de Lescurry | Détails | Le statut officiel du blason reste à déterminer. |

| Blason de Lespouey | Blason  | D'or à deux arbres de sinople sur un tertre du même, au chef d'azur chargé de deux lézards passants affrontés du champ. |
| Blason de Lespouey | Détails | Le statut officiel du blason reste à déterminer.                                                                        |

| Blason de Lézignan | Blason  | D'or à la vache de sable.                    |
| Blason de Lézignan | Détails | Blason officiel vérifié auprès de la mairie. |

| Blason de Lhez | Blason  | D'azur au mont d'argent sommé d'une croisette latine d'or. |
| Blason de Lhez | Détails | Le statut officiel du blason reste à déterminer.           |

| Blason de Liac | Blason  | D'azur au château de trois tours (couvertes) girouettées d'argent. |
| Blason de Liac | Détails | Le statut officiel du blason reste à déterminer.                   |

| Blason de Libaros | Blason  | D'azur au château de trois tours d'argent.       |
| Blason de Libaros | Détails | Le statut officiel du blason reste à déterminer. |

| Blason de Lies | Blason  | Parti d'argent à une branche de châtaignier au naturel, et de gueules à deux flèches basses du premier ; le tout sommé d'un chef de sable chargé d'une bande du premier. |
| Blason de Lies | Détails | Le statut officiel du blason reste à déterminer. |

| Blason de Lizos | Blason  | D'azur au monde d'or cintré et croiseté de gueules. |
| Blason de Lizos | Détails | Blason officiel vérifié auprès de la mairie.        |

| Blason de Lombrès | Blason  | D'azur au mont cousu de sinople sommé de deux renards affrontés d'argent, surmontés d'une fleur de lys d'or.                                                                                               |
| Blason de Lombrès | Détails | * Ces armes emploient le terme « cousu » dans le seul but de contrevenir à la règle de contrariété des couleurs : elles sont fautives : sinople sur azur. Le statut officiel du blason reste à déterminer. |

| Blason de Lomné | Blason  | D'azur à la tige de trois chardons au naturel, à la bordure d'or chargée de huit rocs d'échiquier de sable. |
| Blason de Lomné | Détails | Le statut officiel du blason reste à déterminer.                                                            |

| Blason de Lortet | Blason  | D'azur au mont cousu de sinople sommé d'un château cousu de sable et chargé, en pointe, d'une rivière ondée d'or.                                                                                                   |
| Blason de Lortet | Détails | * Ces armes emploient le terme « cousu » dans le seul but de contrevenir à la règle de contrariété des couleurs : elles sont fautives : sable et sinople sur azur. Le statut officiel du blason reste à déterminer. |

| Blason de Loubajac | Blason  | D'azur à la tour donjonnée d'or maçonnée de sable, accompagnée en chef de deux corbeaux affrontés du même* et en pointe d'une fleur de lys d'argent. |
| Blason de Loubajac | Détails | * Il y a là non-respect de la règle de contrariété des couleurs : ces armes sont fautives (sable sur azur).                                          |

| Blason de Loucrup | Blason  | Parti d'or à un mont de sinople sommé d'une tour donjonnée de gueules, et d'azur à un coucou d'argent posé sur une branche du même. |
| Blason de Loucrup | Détails | Blason officiel vérifié auprès de la mairie.                                                                                        |

| Blason de Loudenvielle | Blason  | D'argent au loup de sable sur un mont de sinople, surmonté d’une étoile de six rais d’or* accostée de deux croissants d’azur.      |
| Blason de Loudenvielle | Détails | Armes parlantes. (loup) * Il y a là non-respect de la règle de contrariété des couleurs : ces armes sont fautives (or sur argent). |

| Blason de Loudervielle | Blason  | D'azur au lion d'or, au chef d'argent chargé de trois croissants du champ, celui du milieu plus grand. |
| Blason de Loudervielle | Détails | Blason officiel vérifié auprès de la mairie                                                            |

| Blason de Louey | Blason  | D'or à la jumelle alésée ondée d'azur en pointe sur laquelle passe une loutre de gueules, au chef du champ chargé d'une flèche de gueules accostée de deux têtes de maure de sable tortillées d'argent. |
| Blason de Louey | Détails | blason officiel vérifié auprès de la mairie |

| Blason de Louit | Blason  | D'azur à deux balais d'or passés en sautoir, accompagnés en pointe d'une étoile à 8 rais du même ; au chef du même chargé de deux étoiles d'argent*. |
| Blason de Louit | Détails | * Il y a là non-respect de la règle de contrariété des couleurs : ces armes sont fautives (argent sur or).                                           |

| Blason de Lourdes | Blason  | De gueules à trois tours d'or ouvertes, ajourées et maçonnées de sable, celle du milieu plus élevée et sommée d'une aigle contournée d'argent tenant dans son bec une truite du même, à la champagne cousue d'azur chargée d'une chaîne de six montagnes d'or, posées sur une rivière du même ondée d'argent mouvant de la pointe. |
| Blason de Lourdes | Détails | * Ces armes emploient le terme « cousu » dans le seul but de contrevenir à la règle de contrariété des couleurs : elles sont fautives : azur sur gueules. Conflit héraldique : la rivière est présentée d'azur et non d'or. Blason officiel vérifié auprès de la mairie.                                                           |

| Blason de Loures-Barousse | Blason  | D'or au mont de sinople sommé d'un panier de fleurs au naturel, au chef soudé d'argent chargé d'un ours passant de sable accosté de deux pâquerettes au naturel.                                                                |
| Blason de Loures-Barousse | Détails | * Ces armes emploient le terme « cousu » dans le seul but de contrevenir à la règle de contrariété des couleurs : elles sont fautives : argent sur or. Armes parlantes. (ours) Le statut officiel du blason reste à déterminer. |

| Blason de Lubret-Saint-Luc | Blason  | Tranché d'azur à une croisette alésée d'argent, et d'or à un ours de sable passant sur une terrasse alésée de sinople. |
| Blason de Lubret-Saint-Luc | Détails | Blason officiel (vérifié auprès de la mairie.                                                                          |

| Blason de Luby-Betmont | Blason  | D'azur à une tour d'argent maçonnée de sable et ouverte du champ, posée sur un mont de sinople et accompagnée en chef à dextre d'un soleil et à senestre d'un croissant contourné, le tout d'or.                                                    |
| Blason de Luby-Betmont | Détails | * Il y a là non-respect de la règle de contrariété des couleurs : ces armes sont fautives (sinople sur azur). Conflit héraldique : la tour est représentée ajourée du champ, ce que ne mentionne pas le blasonnement. (délibération septembre 2012) |

| Blason de Luc | Blason  | D'azur à deux lions léopardés couronnés d'or passant l'un sur l'autre. |
| Blason de Luc | Détails | Blason officiel vérifié auprès de la mairie.                           |

| Blason de Lugagnan | Blason  | D'azur à la croix d'or.                          |
| Blason de Lugagnan | Détails | Le statut officiel du blason reste à déterminer. |

| Blason de Luquet | Blason  | D'or à deux arbres terrassés de sinople encadrant une vache de gueules clarinée d'azur. |
| Blason de Luquet | Détails | blason officiel vérifié auprès de la mairie.                                            |

| Blason de Lustar | Blason  | D'azur à une maison d'or ouverte et ajourée de sable posée sur un mont de sinople et surmontée d'un soleil aussi d'or.                                     |
| Blason de Lustar | Détails | * Il y a là non-respect de la règle de contrariété des couleurs : ces armes sont fautives (sinople sur azur). blason officiel vérifié auprès de la mairie. |

| Blason de Lutilhous | Blason  | D'argent à un tilleul de sinople sur une terrasse du même, accosté de deux ours passants affrontés de sable. |
| Blason de Lutilhous | Détails | Le statut officiel du blason reste à déterminer.                                                             |

| Blason de Luz-Saint-Sauveur | Blason  | Tiercé en fasce de gueules, d'azur et de sinople, au peuplier arraché d'or brochant sur le tout, adextré d'une brebis contournée paissante d'argent et senestré d'une vache passante du même, posés sur la ligne de partition entre le 2 et les 3. |
| Blason de Luz-Saint-Sauveur | Détails | blason officiel vérifié auprès de la mairie. |

Pas d'information pour les communes suivantes : Larreule (Hautes-Pyrénées)
- Haut – A
- B
- C
- D
- E
- F
- G
- H
- I
- J
- K
- L
- M
- N
- O
- P
- Q
- R
- S
- T
- U
- V
- W
- X
- Y
- Z

## M
| Blason de Madiran | Blason  | Coupé d'azur à la croix patriarcale issante d'or, accostée de deux têtes de maure contournées de sable ; et d'argent au cep de vigne fruité d'une pièce au naturel. |
| Blason de Madiran | Détails | * Il y a là non-respect de la règle de contrariété des couleurs : ces armes sont fautives (sable sur azur). Le statut officiel du blason reste à déterminer.        |

| Blason de Marquerie | Blason  | D'azur à une chaîne de trois monts au naturel posés sur une terrasse de sinople et chargés chacun de deux coteaux triangulaires isolés d'argent, celui de senestre, plus grand, brochant sur celui de dextre, le tout surmonté d'une palme d'or en barre |
| Blason de Marquerie | Détails | Le statut officiel du blason reste à déterminer. |

| Blason de Marsac | Blason  | D'azur à neuf billettes d'argent en croix, cinq posées en pal, deux à chaque flanc posées en fasce, le tout surmonté d'une étoile du même. |
| Blason de Marsac | Détails | Ce blason est officiel (vérifié auprès de la mairie).                                                                                      |

| Blason de Marsas | Blason  | D'azur au mont cousu de sinople sommé d'une maison de sable, surmontée d'un soleil non figuré d'or.                                                                     |
| Blason de Marsas | Détails | * Il y a là non-respect de la règle de contrariété des couleurs : ces armes sont fautives (sable et sinople sur azur). Le statut officiel du blason reste à déterminer. |

| Blason de Mascaras | Blason  | De gueules à la tour donjonnée de trois tourelles d'argent, celle du milieu plus élevée, maçonnée, ouverte et ajourée de sable. |
| Blason de Mascaras | Détails | Le statut officiel du blason reste à déterminer.                                                                                |

| Blason de Marseillan | Blason  | D'argent à la crosse épiscopale d'or* chargée à sa base de la lettre M (Marseillan) capitale du même, au chef cousu aussi d'or chargé d'un bonnet phrygien de gueules accosté de deux grappes de raisin feuillées au naturel. |
| Blason de Marseillan | Détails | * Il y a là non-respect de la règle de contrariété des couleurs : ces armes sont fautives (or sur argent). Le statut officiel du blason reste à déterminer.                                                                   |

| Blason de Maubourguet | Blason  | Écartelé de France moderne, et d'or à trois renards d'azur passant l'un sur l'autre.      |
| Blason de Maubourguet | Détails | blason officiel sculpté sur le fronton de la mairie (vérifié auprès de la commune (2013)) |

| Blason de Mauléon-Barousse | Blason  | D'argent au lion de gueules.                                                                       |
| Blason de Mauléon-Barousse | Détails | Cette commune reprend à son compte les pleines armes d'Armagnac, sans brisure, sans justification. |

| Blason de Mauvezin | Blason  | Écartelé: aux 1er et 4e d'or à trois pals de gueules, aux 2e et 3e d'or à deux vaches de gueules accornées, colletées et clarinées d'azur, l'une au-dessus de l'autre. (de Foix et de Béarn). |
| Blason de Mauvezin | Détails | Le statut officiel du blason reste à déterminer. |

| Blason de Mazères-de-Neste | Blason  | Parti d'Armagnac, et d'azur à la fasce ondée de sinople* surmontée d'une barrière de trois pièces d'argent ; le tout sommé d'un comble de sinople chargé de six besants d'or. |
| Blason de Mazères-de-Neste | Détails | * Il y a là non-respect de la règle de contrariété des couleurs : ces armes sont fautives (sinople sur azur).                                                                 |

| Blason de Mazerolles | Blason  | D'or à deux vaches de gueules, accornées, accolées et clarinées d'azur, passant l'une au-dessus de l'autre. |
| Blason de Mazerolles | Détails | Cette ville porte sans justification les armes pleines de Béarn.                                            |

| Blason de Mazouau | Blason  | D'azur au mont cousu de sinople sommé d'une maison d'argent essorée de gueules, accostée de deux arbres au naturel, au chef d'or chargé de trois pals de gueules.                                                                |
| Blason de Mazouau | Détails | * Il y a là non-respect de la règle de contrariété des couleurs : ces armes sont fautives (sinople sur azur). Conflit héraldique : le chef est représenté d'argent et non d'or. Le statut officiel du blason reste à déterminer. |

| Blason de Mérilheu | Blason  | Parti d'azur à la branche de châtaignier au naturel, et de gueules à deux flèches basses d'or ; le tout sommé d'un chef de sable chargé d'une bande d'argent. |
| Blason de Mérilheu | Détails | Le statut officiel du blason reste à déterminer. |

| Blason de Mingot | Blason  | D'azur à une tour d'argent maçonnée de sable posée sur un tertre du second et surmontée d'un lion accosté de 2 fleurs de lys, le tout d'or. |
| Blason de Mingot | Détails | Le statut officiel du blason reste à déterminer.                                                                                            |

| Blason de Momères | Blason  | D'argent à la croix aux extrémités pattées d'azur, pommetée de 8 pièces d'or ; au chef d'azur chargé de 3 croissants du troisième. |
| Blason de Momères | Détails | Le statut officiel du blason reste à déterminer.                                                                                   |

| Blason de Monfaucon | Blason  | D'azur à la montagne de 3 coupeaux d'argent, celui du milieu sommé d'un faucon du même chaperonné de sable. |
| Blason de Monfaucon | Détails | Armes parlantes. (mont et faucon) Le statut officiel du blason reste à déterminer.                          |

| Blason de Monlong | Blason  | D'or à la bande d'azur accompagnée de deux grenades de gueules feuillées de sinople. |
| Blason de Monlong | Détails | Le statut officiel du blason reste à déterminer.                                     |

| Blason de Mont | Blason  | D'argent aux trois fasces ondées d'azur.              |
| Blason de Mont | Détails | Ce blason est officiel (vérifié auprès de la mairie). |

| Blason de Montastruc | Blason  | D'azur à la croix d'argent.                      |
| Blason de Montastruc | Détails | Le statut officiel du blason reste à déterminer. |

| Blason de Montégut | Blason  | D'azur à deux lions léopardés couronnés d'or passant l'un sur l'autre. |
| Blason de Montégut | Détails | Le statut officiel du blason reste à déterminer.                       |

| Blason de Montgaillard | Blason  | D'azur au chevron d'argent accompagné à trois besants d'or. |
| Blason de Montgaillard | Détails | Ce blason est officiel (vérifié auprès de la mairie).       |

| Blason de Montignac | Blason  | D'azur au mont isolé d'argent accompagné de trois étoiles d'or rangées en chef. |
| Blason de Montignac | Détails | Ce blason est officiel (vérifié auprès de la mairie).                           |

| Blason de Montoussé | Blason  | D'azur à deux tours d'or ouvertes et maçonnées de sable à dextre et à l'ours passant au naturel à senestre, le tout sur un tertre cousu de sinople posé sur une champagne d'argent, à la vergette d'or sommée d'une fleur de lis du même mouvant de la champagne et brochant sur le tertre. |
| Blason de Montoussé | Détails | * Il y a là non-respect de la règle de contrariété des couleurs : ces armes sont fautives (sinople sur azur). Le statut officiel du blason reste à déterminer. |

| Blason de Montsérié | Blason  | D'azur à deux haches affrontées d'argent emmanchées d’or, au chef du même. |
| Blason de Montsérié | Détails | Blason vérifié auprès de la mairie.                                        |

| Blason de Moulédous | Blason  | D'azur à un mont isolé d'or surmonté d'un croissant d'argent. |
| Blason de Moulédous | Détails | Le statut officiel du blason reste à déterminer.              |

| Blason de Moumoulous | Blason  | De gueules au mont de sinople* sommé d'un loup de sable*, au chef du champ* chargé de deux filets en pal cousus aussi de sable* et flanqué en pal d'or. |
| Blason de Moumoulous | Détails | Armes parlantes. (loup) * Il y a là non-respect de la règle de contrariété des couleurs : ces armes sont fautives (sinople, sable sur gueules).         |

| Blason de Mun | Blason  | D'azur au monde croisé d'argent et cerclé d'or.  |
| Blason de Mun | Détails | Le statut officiel du blason reste à déterminer. |

Pas d'information pour les communes suivantes : Mansan, Molère, Monléon-Magnoac
- Haut – A
- B
- C
- D
- E
- F
- G
- H
- I
- J
- K
- L
- M
- N
- O
- P
- Q
- R
- S
- T
- U
- V
- W
- X
- Y
- Z

## N
| Blason de Nestier | Blason  | D'azur à un cygne d'argent nageant sur une rivière du même, ondée de quatre filets du champ. |
| Blason de Nestier | Détails | Blason officiel vérifié auprès de la commune                                                 |

| Blason de Neuilh | Blason  | D'azur à la croix latine d'argent mouvant de la pointe, au chef d'or chargé de trois fleurs de lys de gueules. |
| Blason de Neuilh | Détails | Blason officiel vérifié auprès de la commune                                                                   |

| Blason de Nistos | Blason  | De sinople aux deux fasces ondées d'argent entre lesquelles nagent deux poissons de sable, au chef d'or chargé d'une couronne comtale d'argent.                                  |
| Blason de Nistos | Détails | * Il y a là non-respect de la règle de contrariété des couleurs : ces armes sont fautives (sable sur sinople et argent sur or). Le statut officiel du blason reste à déterminer. |

| Blason de Nouilhan | Blason  | D’or à la barre ondée d’azur accompagnée en chef d’un léopard de gueules et en pointe d’un chêne au naturel, au pont isolé de cinq arches du champ, maçonné de sable, brochant en abîme sur la barre. |
| Blason de Nouilhan | Détails | Ce blason est officiel (vérifié auprès de la mairie). |

- Haut – A
- B
- C
- D
- E
- F
- G
- H
- I
- J
- K
- L
- M
- N
- O
- P
- Q
- R
- S
- T
- U
- V
- W
- X
- Y
- Z

## O
| Blason de Odos | Blason  | D'argent à l'ombre d'une tour crénelée de sept pièces mouvant de la pointe, à l'aigle bicéphale de gueules brochant sur le tout. |
| Blason de Odos | Détails | Blason officiel vérifié auprès de la mairie                                                                                      |

| Blason à dessiner | Blason  | D'azur à la tour du lieu au naturel accompagnée de trois fleurs de lis d'or, une en chef, deux aux flancs. |
| Blason à dessiner | Détails | Le statut officiel du blason reste à déterminer.                                                           |

| Blason de Omex | Blason  | D'or à la bande d'azur, chargée de trois étoiles d'argent et adextrée d'un annelet de gueules. |
| Blason de Omex | Détails | Le statut officiel du blason reste à déterminer.                                               |

| Blason de Ordizan | Blason  | Parti d'or à une aiguille de tisserand de gueules, et du même à une oule (pot à feu) du champ. |
| Blason de Ordizan | Détails | Blason officiel vérifié auprès de la mairie.                                                   |

| Blason de Organ | Blason  | De gueules au sautoir d'or.                      |
| Blason de Organ | Détails | Le statut officiel du blason reste à déterminer. |

| Blason de Orieux | Blason  | D'azur à la croix d'argent.                      |
| Blason de Orieux | Détails | Le statut officiel du blason reste à déterminer. |

| Blason de Orignac | Blason  | D'argent à un mont de sinople sommé d'un orignal au naturel, à la champagne ondée d'or chargée de trois burelles ondées d'azur. |
| Blason de Orignac | Détails | Armes parlantes. (orignal) Le statut officiel du blason reste à déterminer.                                                     |

| Blason de Orincles | Blason  | D'azur à une truie d'argent sur un mont de sinople chargé d'un besant d'or, au chef du même chargé d'une croisette de sable.                                   |
| Blason de Orincles | Détails | * Il y a là non-respect de la règle de contrariété des couleurs : ces armes sont fautives (sinople sur azur). Le statut officiel du blason reste à déterminer. |

| Blason de Orleix | Blason  | D'azur au mont cousu de sinople sommé d'un château donjonné d'argent, au chef cousu de gueules chargé d'une épée d'or accostée de deux fleurs de lys du même.                                                         |
| Blason de Orleix | Détails | * Ces armes emploient le terme « cousu » dans le seul but de contrevenir à la règle de contrariété des couleurs : elles sont fautives : sinople et gueules sur azur. Le statut officiel du blason reste à déterminer. |

| Blason de Oroix | Blason  | D'or à la croix pattée alésée de gueules, au chef d'azur chargé de trois étoiles du champ. |
| Blason de Oroix | Détails | Le statut officiel du blason reste à déterminer.                                           |

| Blason de Osmets | Blason  | D'azur à trois lionceaux naissants d'or.              |
| Blason de Osmets | Détails | Ce blason est officiel (vérifié auprès de la mairie). |

| Blason de Ossen | Blason  | D'or au lévrier de gueules surmonté de 2 corneilles de sable. |
| Blason de Ossen | Détails | Armes adoptées par la municipalité le 22 octobre 2013.        |

| Blason de Ossun | Blason  | D’argent à un ours au naturel sur une terrasse de sinople. |
| Blason de Ossun | Détails | Ce blason est officiel (vérifié auprès de la mairie).      |

| Blason de Ossun-ez-Angles | Blason  | De gueules à la croix estrée cantonnée aux 1er et 4e d'un ours rampant, et aux 2d et 3e d'une feuille de fougère en bande, le tout d'argent. |
| Blason de Ossun-ez-Angles | Détails | Le statut officiel du blason reste à déterminer.                                                                                             |

| Blason de Oueilloux | Blason  | D'argent à un mont de sinople sommé de deux chèvres affrontées de sable, au chef de gueules chargé d'une croisette accostée de deux étoiles, le tout du champ. |
| Blason de Oueilloux | Détails | Le statut officiel du blason reste à déterminer. |

| Blason de Ourde | Blason  | D'argent à un mont de sinople chargé d'une trangle ondée du champ et sommé d'un ours passant de sable, au chef du second chargé d'une cotice en barre d'argent chargée de quatre billettes rangées en barre du second. |
| Blason de Ourde | Détails | blason officiel vérifié auprès de la mairie. |

| Blason de Ourdis-Cotdoussan | Blason  | D'argent aux deux chauve-souris volantes de sable l'une sur l'autre, au chef d'azur chargé d'une fleur de lys d'or. |
| Blason de Ourdis-Cotdoussan | Détails | Le statut officiel du blason reste à déterminer.                                                                    |

| Blason de Ourdon | Blason  | D'or à une cotice en barre de gueules chargée de l'inscription "OURDON" en capitales d'argent posées à plomb et accompagnée de deux taons de sable, au chef de sinople chargé d'une croisette du troisième. |
| Blason de Ourdon | Détails | blason officiel vérifié auprès de la mairie. |

| Blason de Oursbelille | Blason  | D'or au mont de sinople chargé de deux burelles d'argent et sommé d'un ours passant de sable. |
| Blason de Oursbelille | Détails | Armes parlantes. (ours) Le statut officiel du blason reste à déterminer.                      |

| Blason de Ousté | Blason  | D'azur à une chaîne de montagnes de sinople aux pics enneigés d'argent mouvant des flancs et de la pointe ; à trois vautours éployés d'or, celui de senestre la tête contournée. |
| Blason de Ousté | Détails | * Il y a là non-respect de la règle de contrariété des couleurs : ces armes sont fautives (sinople sur azur). Blason officiel vérifié auprès de la mairie.                       |

| Blason de Ouzous | Blason  | D'azur à la croix d'argent.                      |
| Blason de Ouzous | Détails | Le statut officiel du blason reste à déterminer. |

| Blason de Ozon | Blason  | D'azur à un canon d'or à l'affût de gueules, surmonté d'une fleur de lys du second. |
| Blason de Ozon | Détails | Blason officiel vérifié auprès de la mairie.                                        |

Pas d'information pour les communes suivantes : Oléac-Dessus
- Haut – A
- B
- C
- D
- E
- F
- G
- H
- I
- J
- K
- L
- M
- N
- O
- P
- Q
- R
- S
- T
- U
- V
- W
- X
- Y
- Z

## P
| Blason de Pailhac | Blason  | Coupé d'azur à un escargot d'or posé sur la ligne de partition, et de sinople à la fasce d'argent resarcelée de sable, chargée de l'inscription "PAILHAC" en lettres capitales du même. |
| Blason de Pailhac | Détails | Blason officiel vérifié auprès de la mairie |

| Blason de Paréac | Blason  | D'azur au mont alésé cousu de sinople sommé d'un château de sable accompagné de six rais d'or. |
| Blason de Paréac | Détails | * Ces armes emploient le terme « cousu » dans le seul but de contrevenir à la règle de contrariété des couleurs : elles sont fautives : sinople sur azur. Le statut officiel du blason reste à déterminer. |

| Blason de Péré | Blason  | D'azur au mont cousu de sinople sommé d'une croix latine d'argent, au chef d'or chargé de deux poires feuillées au naturel. |
| Blason de Péré | Détails | * Ces armes emploient le terme « cousu » dans le seul but de contrevenir à la règle de contrariété des couleurs : elles sont fautives : sinople sur azur. Armes parlantes. (poires) Le statut officiel du blason reste à déterminer. |

| Blason de Peyraube | Blason  | De gueules à la croix alésée d'argent, au chef cousu de sable* chargé de trois croisettes d'or.                                                            |
| Blason de Peyraube | Détails | * Ces armes emploient le terme « cousu » dans le seul but de contrevenir à la règle de contrariété des couleurs : elles sont fautives : sable sur gueules. |

| Blason de Peyret-Saint-André | Blason  | D'azur au mont cousu de sinople sommé d'une épitaphe de sable elle-même sommée d'une croix latine d'argent, au chef du même chargé d'une croix de saint André de gueules.                                                   |
| Blason de Peyret-Saint-André | Détails | Armes parlantes. * Ces armes emploient le terme « cousu » dans le seul but de contrevenir à la règle de contrariété des couleurs : elles sont fautives : sinople sur azur. Le statut officiel du blason reste à déterminer. |

| Blason de Peyriguère | Blason  | D'azur à la grappe de raisin d'or pamprée au naturel, accompagnée de trois fleurs de lys du second. |
| Blason de Peyriguère | Détails | Le statut officiel du blason reste à déterminer.                                                    |

| Blason de Peyrouse | Blason  | D'azur à une tour donjonnée d'or maçonnée de sable sur une montagne au naturel* chargée d'une navette d'argent, au chef du champ chargé d'une étoile de 6 rais d'or surmontée d'une couronne du même accostée de deux quenouilles d'argent , celle de dextre en bande et celle de senestre en barre. |
| Blason de Peyrouse | Détails | Les montagnes "au naturel" peuvent être de tenné (comme ci-contre) mais aussi de sinople ou de brunâtre. Ainsi, une représentation de ces armes arborant une montagne de sinople ou de brunâtre, ne sera pas incorrecte. Le statut officiel du blason reste à déterminer.                            |

| Blason de Peyrun | Blason  | De gueules au chevron brisé d'or, au chef du même chargé d'une rave au naturel accostée de deux têtes de lion du même. |
| Blason de Peyrun | Détails | Le statut officiel du blason reste à déterminer.                                                                       |

| Blason de Pierrefitte-Nestalas | Blason  | D'argent à un mont de sinople sommé d'une peyrehitte (rocher) de sable accostée de deux noyers du second, au chef de gueules chargé d'une fleur de lys d'or accostée de deux corneilles affrontées du même |
| Blason de Pierrefitte-Nestalas | Détails | Armes parlantes. (peyrehitte) Ce blason est officiel (vérifié auprès de la mairie). |

| Blason de Pinas | Blason  | D'argent à un pin au naturel terrassé de sinople, accompagné en chef de deux salamandres aussi au naturel*, affrontées et posées en chevron. |
| Blason de Pinas | Détails | Les salamandres pouvant avoir diverses couleurs au naturel (noir, vert, ou rouge entre autres), une représentation de ce blason avec des salamandres de ces couleurs sera tout à fait valable. Armes parlantes. (pin) Blason adopté par délibération du 18 octobre 2011. |

| Blason de Pintac | Blason  | D'argent à un arbre au naturel accosté de deux chevaux affrontés de sable et terrassé de sinople ; au chef d'azur chargé d'une croisette cléchée, vidée et pommetée de douze pièces d'or, accostée de deux étoiles du même. |
| Blason de Pintac | Détails | Blason officiel vérifié auprès de la mairie |

| Blason de Poueyferré | Blason  | D'argent à une levrette rampante d'azur colletée de gueules, accompagnée de 3 branches de cerisier fruitées au naturel rangées en chef |
| Blason de Poueyferré | Détails | Blason officiel vérifié auprès de la mairie.                                                                                           |

| Blason de Poumarous | Blason  | D'argent à un mont de sinople sommé d'un pommier de même fruité de gueules et accosté de 2 ânes affrontés au naturel ; au chef d'azur chargé d'une croisette cléchée, vidée et pommetée de 12 pièces d'or accostée de 2 étoiles du même. |
| Blason de Poumarous | Détails | Le statut officiel du blason reste à déterminer. |

| Blason de Pouy | Blason  | D'azur au mont d'argent sur une terrasse herbeuse de sinople, soutenue de deux fasces ondées aussi d'argent sur une onde du champ.                                |
| Blason de Pouy | Détails | Conflit héraldique : des motifs noirs brochent sur le mont et la terrasse, que ne mentionne pas le blasonnement. Le statut officiel du blason reste à déterminer. |

| Blason de Pouyastruc | Blason  | D'argent à une grappe de raisin de pourpre pamprée au naturel ; au chef cousu d'or* chargé d'un broc de tenné.                                         |
| Blason de Pouyastruc | Détails | * Ces armes emploient le terme « cousu » dans le seul but de contrevenir à la règle de contrariété des couleurs : elles sont fautives : or sur argent. |

| Blason de Pouzac | Blason  | De sable à une mique d'or, mantelé cousu d'azur* chargé de trois ponts alésés mal ordonnés, d'argent maçonnés de sable, celui du chef à deux arches, les deux autres plus petits et à une arche.                          |
| Blason de Pouzac | Détails | * Ces armes emploient le terme « cousu » dans le seul but de contrevenir à la règle de contrariété des couleurs : elles sont fautives : sable sur azur. Création de M. Edmond Duplan, adoptée par la municipalité en 1963 |

| Blason de Préchac | Blason  | D'azur à la fasce ondée d'argent, au chef d'or chargé d'un fer de flèche de sable sur lequel sont posés deux oiseaux affrontés du même |
| Blason de Préchac | Détails | blason officiel vérifié auprès de la mairie.                                                                                           |

| Blason de Pujo | Blason  | Parti de gueules au mont cousu de sinople* sommé d'une tour donjonnée d'argent maçonnée de sable, et d'azur au chevron d'or accompagné de trois croissants d'argent. |
| Blason de Pujo | Détails | * Il y a là non-respect de la règle de contrariété des couleurs : ces armes sont fautives (sinople sur gueules). Le statut officiel du blason reste à déterminer.    |

| Blason de Puntous | Blason  | D'azur au mont d'argent sommé d'une croix latine d'or. |
| Blason de Puntous | Détails | Le statut officiel du blason reste à déterminer.       |

| Blason de Puydarrieux | Blason  | D'argent à la fasce ondée d'azur, au chef du même chargé d'une fleur de lys d'or. |
| Blason de Puydarrieux | Détails | Ce blason est officiel (vérifié auprès de la mairie).                             |

- Haut – A
- B
- C
- D
- E
- F
- G
- H
- I
- J
- K
- L
- M
- N
- O
- P
- Q
- R
- S
- T
- U
- V
- W
- X
- Y
- Z

## R
| Blason de Rabastens-de-Bigorre | Blason  | De gueules au chevron d'or accompagné de trois raves d'argent feuillées de sinople, à la fleur de lys du second brochant en abîme sur le chevron. |
| Blason de Rabastens-de-Bigorre | Détails | Ce blason est officiel (vérifié auprès de la mairie).                                                                                             |

| Blason de Recurt | Blason  | D'argent à un mont de sinople sommé d'une épitaphe de sable chargée d'une croisette latine d'or, au chef cousu de Foix. |
| Blason de Recurt | Détails | Le statut officiel du blason reste à déterminer.                                                                        |

| Blason de Réjaumont | Blason  | D'argent au mont de sinople chargé d'une fleur de lys d'or, surmonté d'un soleil rayonnant non figuré du même*. |
| Blason de Réjaumont | Détails | * Il y a là non-respect de la règle de contrariété des couleurs : ces armes sont fautives (or sur argent).      |

| Blason de Ricaud | Blason  | D'azur à la fasce ondée d'argent accompagnée de trois étoiles à six rais d'or. |
| Blason de Ricaud | Détails | Le statut officiel du blason reste à déterminer.                               |

| Blason de Ris | Blason  | D'azur au mont d'argent chargé des inscriptions "D" et "NRN" en lettres capitales de sable, sommé d'un roc du même chargé de la Vierge à l'Enfant aussi d'argent. |
| Blason de Ris | Détails | * Il y a là non-respect de la règle de contrariété des couleurs : ces armes sont fautives (sable sur azur). Ce blason est officiel (vérifié auprès de la mairie). |

## S
| Blason de Sabalos | Blason  | D'or à la fasce ondée d'azur, accompagnée en chef de deux fleurs de lis d'argent et en pointe d'un champignon au naturel sur une terrasse isolée de sinople. |
| Blason de Sabalos | Détails | * Il y a là non-respect de la règle de contrariété des couleurs : ces armes sont fautives (argent sur or).                                                   |

| Blason de Sabarros | Blason  | D’azur à trois fleurs de lys d'or accompagnées en cœur d'une branche de châtaignier au naturel feuillée d'une pièce, fruitée de deux et posée en bande. |
| Blason de Sabarros | Détails | Ce blason est officiel (vérifié auprès de la mairie).                                                                                                   |

| Blason de Sacoué | Blason  | De sinople chapé d'azur au chef d'or chargé d'un tonneau d'azur posé en fasce [réf. nécessaire] |
| Blason de Sacoué | Détails | Le statut officiel du blason reste à déterminer.                                                |

| Blason de Sadournin | Blason  | De gueules à la croix aux extrémités pattées d'or, pommetée de huit pièces du même ; au chef du même chargé d'une croisette du champ accostée de deux têtes de Maure affrontées de sable. |
| Blason de Sadournin | Détails | Blason adopté en délibération du 25 octobre 2011. |

| Blason de Sailhan | Blason  | D'azur au mont de sinople sommé d'une tour d'or maçonnée de sable, ouverte et ajourée du champ, au chef d'argent chargé de quatre pals du champ.                    |
| Blason de Sailhan | Détails | * Il y a là non-respect de la règle de contrariété des couleurs : ces armes sont fautives (sinople sur azur). Ce blason est officiel (vérifié auprès de la mairie). |

| Blason de Saint-Arroman | Blason  | D'or à un geai au naturel nichant à la cime d'un chêne de sinople ; au chef de gueules denticulé de trois pièces du champ. |
| Blason de Saint-Arroman | Détails | Armes adoptées par délibération municipale du 16 juillet 2011.                                                             |

| Blason de Saint-Créac | Blason  | D'azur à deux burèles ondées d'argent, à la croix latine d'or mouvant de la première. |
| Blason de Saint-Créac | Détails | Le statut officiel du blason reste à déterminer.                                      |

| Blason de Saint-Lanne | Blason  | D'azur au lion d'or, au chef du premier chargé d'une croisette adextrée d'une mitre en bande et senestrée d'une crosse contournée en barre, le tout du second. |
| Blason de Saint-Lanne | Détails | Ce blason est officiel (vérifié auprès de la mairie). |

| Blason de Saint-Lary-Soulan | Blason  | D'azur à cinq burèles d'or.                           |
| Blason de Saint-Lary-Soulan | Détails | Ce blason est officiel (vérifié auprès de la mairie). |

| Blason de Saint-Laurent-de-Neste | Blason  | De gueules au gril d'or ; mantelé d’argent à cinq pals ondés d’azur. |
| Blason de Saint-Laurent-de-Neste | Détails | Le statut officiel du blason reste à déterminer.                     |

| Blason de Saint-Lézer | Blason  | D'azur au lion d'or accompagné de trois étoiles d'argent. |
| Blason de Saint-Lézer | Détails | Le statut officiel du blason reste à déterminer.          |

| Blason de Saint-Martin | Blason  | D'or à trois colonnes au naturel* chacune posée sur son socle et surmontée d'une étoile flamboyante de gueules. |
| Blason de Saint-Martin | Détails | Les colonnes, selon leur matériau et au même titre que tout construction humaine, pouvant avoir plusieurs couleurs "au naturel" ; une représentation de ce blason avec des colonnes d'autres couleurs sera valable. Ce blason est officiel (vérifié auprès de la mairie). |
| Blason de Saint-Martin | Alias   | D'or à trois colonnes de sable surmontées d'une quintefeuille de gueules chacune. |

| Blason de Saint-Pastous | Blason  | D'argent au mont de sinople chargé d'une fleur de lys d'or, sommé d'une aigle de profil de sable, essorante, les ailes relevées dans le dos, tenant de son bec une clochette du même. |
| Blason de Saint-Pastous | Détails | Le statut officiel du blason reste à déterminer. |

| Blason de Saint-Paul | Blason  | D'argent à un paon rouant au naturel.            |
| Blason de Saint-Paul | Détails | Le statut officiel du blason reste à déterminer. |

| Blason de Saint-Pé-de-Bigorre | Blason  | D'azur à une main de carnation tenant une palme d'argent, brochant sur deux clefs du même passées en sautoir, le tout accosté des inscriptions "SAI" et "NPE" en lettres capitales d'or, surmonté d'une couronne royale ouverte et accompagné de trois étoiles de huit rais du même, celle en pointe surmontée des lettres R, S et D capitales entrelacées du même. |
| Blason de Saint-Pé-de-Bigorre | Détails | Conflit héraldique : la couronne est représentée avec des motifs d'azur et de gueules. Ce blason est officiel (vérifié auprès de la mairie). |

| Blason de Saint-Sever-de-Rustan | Blason  | D'azur à 3 fleurs de lys mal ordonnées d'or. |
| Blason de Saint-Sever-de-Rustan | Détails | confirmation de la mairie du lieu : ce blason fût attribué à la bastide de St Sever par Philippe le Bel en 1297, à condition que les fleurs de lys soient mal ordonnées. |

| Blason de Saligos | Blason  | De sinople à deux burèles ondées d'argent surmontées chacune d'une truite du même, celle du bas contournée; au chef d'or chargé d'une couronne comtale d'argent*. |
| Blason de Saligos | Détails | Armes identiques à celles de Gèdre, ce qui laisse présager d'une féodalité commune. Conflit héraldique : la couronne est dessinée avec des motifs d'azur et de gueules. * Il y a là non-respect de la règle de contrariété des couleurs : ces armes sont fautives (argent sur or). |

| Blason de Salles | Blason  | De gueules à une tour d'or terrassée de sinople, au chef d'argent chargé de trois oiseaux de sable.                                                               |
| Blason de Salles | Détails | * Il y a là non-respect de la règle de contrariété des couleurs : ces armes sont fautives (sinople sur gueules). Le statut officiel du blason reste à déterminer. |

| Blason de Salles-Adour | Blason  | D'argent au mont de sinople sommé d'un arbre du même, au chef cousu d'or* chargé d'une fleur de lys du champ*. |
| Blason de Salles-Adour | Détails | * Il y a là non-respect de la règle de contrariété des couleurs : ces armes sont fautives (or sur argent).     |

| Blason de Samuran | Blason  | D'azur à une tour d'argent maçonnée de sable sur un mont de sinople ; au chef d'or chargé d'une flamme de gueules accostée de deux cloches de sable.           |
| Blason de Samuran | Détails | * Il y a là non-respect de la règle de contrariété des couleurs : ces armes sont fautives (sinople sur azur). Le statut officiel du blason reste à déterminer. |

| Blason de Sanous | Blason  | D'or à la bande d'azur accompagnée de deux grenades au naturel. |
| Blason de Sanous | Détails | Le statut officiel du blason reste à déterminer.                |

| Blason de Sariac-Magnoac | Blason  | D'azur au corbeau cousu de sable volant tenant dans son bec une clochette d'or, surmonté à dextre d'une fleur de lys du même, au chef d'argent chargé de dix losanges accolées et aboutées du champ, rangées 5 et 5 en deux tires. |
| Blason de Sariac-Magnoac | Détails | * Il y a là non-respect de la règle de contrariété des couleurs : ces armes sont fautives (sable sur azur). Le statut officiel du blason reste à déterminer.                                                                       |

| Blason de Sarlabous | Blason  | D'azur à un globe d'argent cerclé et cintré de gueules, sommé d'une boule du même. |
| Blason de Sarlabous | Détails | Le statut officiel du blason reste à déterminer.                                   |

| Blason de Sarniguet | Blason  | D'azur à une tour donjonnée de trois tourelles d'argent, ouverte, ajourée et maçonnée de sable, accostée de deux croisettes rompues en tous leurs montants du second, surmontées chacune d'une étoile du même. |
| Blason de Sarniguet | Détails | Le statut officiel du blason reste à déterminer. |

| Blason de Sarp | Blason  | D'azur aux deux haches d'argent emmanchées de sable, surmontées d'un monde aussi d'argent cerclé et cintré de gueules, sommé d'une boule du même. |
| Blason de Sarp | Détails | Le statut officiel du blason reste à déterminer.                                                                                                  |

| Blason de Sarrancolin | Blason  | D'or à 3 fleurs de lis d'argent*.                                                                          |
| Blason de Sarrancolin | Détails | * Il y a là non-respect de la règle de contrariété des couleurs : ces armes sont fautives (argent sur or). |

| Blason de Sarriac-Bigorre | Blason  | D'azur à une aigle de profil essorante d'argent, les ailes relevées dans le dos, becquée et membrée d'or, tenant en son bec une clochette du même. |
| Blason de Sarriac-Bigorre | Détails | Armoiries mises en conformité par M. Stéphane Abadie, et adoptées par délibération municipale en juin 2014.                                        |

| Blason de Sarrouilles | Blason  | Écartelé : au 1er de sinople à un épi de blé d'argent chargé d'un bâton de berger de gueules, le tout posé en bande ; au 2d de gueules au soleil non figuré d'argent chargé d'une entrée de tunnel de sinople maçonnée d'argent posée en barre ; au 3e de gueules à une amphore d'argent ouverte du champ, posée en barre, déversant son eau du second et chargée d'une coquille de sinople nervurée d'argent aussi posée en barre ; au 4e de sinople à une feuille de chêne versée en bande et chargée d'une tête coupée de cheval de gueules bridée d'argent posée en barre. |
| Blason de Sarrouilles | Détails | Ce blason est officiel (vérifié auprès de la mairie). |

| Blason de Sassis | Blason  | D'argent à un ours de sable passant sur une terrasse de sinople ; au chef de gueules chargé d'une croix pattée à huit pointes adextrée d'une crosse posée en bande et senestrée d'une mitre posée en barre, le tout d'or. |
| Blason de Sassis | Détails | Ce blason est officiel (vérifié auprès de la mairie). |

| Blason de Sauveterre | Blason  | D'or à la bande de gueules chargée de trois coquilles du champ et accompagnée en chef d'une clef de sable et en pointe d'une épée abaissée de même. |
| Blason de Sauveterre | Détails | Ce blason est officiel (vérifié auprès de la mairie).                                                                                               |

| Blason de Sazos | Blason  | D'azur à la fasce ondée d'argent, au chef d'or chargé d'une clarine de gueules accostée de deux fleurs de lys de même. |
| Blason de Sazos | Détails | Modification des émaux des meubles du chef adoptée en décembre 2012.                                                   |

| Blason de Ségus | Blason  | D'azur à une tour donjonnée de trois tourelles d'argent, celle du milieu plus élevée, le tout maçonné de sable, sommant un mont de sinople chargé d'un annelet du second, au chef du premier chargé de trois étoiles du second. |
| Blason de Ségus | Détails | * Il y a là non-respect de la règle de contrariété des couleurs : ces armes sont fautives (sinople sur azur). Le statut officiel du blason reste à déterminer.                                                                  |

| Blason de Seich | Blason  | D'argent au mont de sinople chargé d'une lettre S capitale d'or, sommé de deux sapins au naturel. |
| Blason de Seich | Détails | Le statut officiel du blason reste à déterminer.                                                  |

| Blason de Sénac | Blason  | D'azur au mont cousu de sinople sommé de trois croix latines de sable, celle du milieu plus élevée, au chef d'argent chargé d'une fleur de lys accostée d'une mitre posée en bande et d'une tête de crosse épiscopale posée en barre, le tout d'or.       |
| Blason de Sénac | Détails | * Il y a là non-respect de la règle de contrariété des couleurs : ces armes sont fautives (sinople sur azur). Les trois croix latine représente le calvaire (le crucifix et les deux croix des Larrons). Le statut officiel du blason reste à déterminer. |

| Blason de Sentous | Blason  | D'argent à l'ours passant de sable sur une terrasse de sinople, au chef cousu aussi d'argent chargé d'une croisette latine accostée d'une mitre et d'une crosse, le tout d'or*. |
| Blason de Sentous | Détails | * Il y a là non-respect de la règle de contrariété des couleurs : ces armes sont fautives (or sur argent).                                                                      |

| Blason de Sère-Lanso | Blason  | D'azur à la bande d'or chargée de l'inscription "SERE-LANSO" en lettres capitales de sable, accompagnée d'une aigle de profil essorante d'argent, les ailes relevées dans le dos, en chef et d'un lion d'or en pointe. |
| Blason de Sère-Lanso | Détails | Ce blason est officiel (vérifié auprès de la mairie). |

| Blason de Sère-en-Lavedan | Blason  | D'azur à la croix de Malte d'argent, au chef d'or chargé d'une coquille aussi d'argent* accostée de deux croissants du champ. |
| Blason de Sère-en-Lavedan | Détails | Le statut officiel du blason reste à déterminer.                                                                              |

| Blason de Sère-Rustaing | Blason  | D'azur à la croix latine d'argent posée sur un mont de sinople et surmontée d'un soleil d'or.                                                                       |
| Blason de Sère-Rustaing | Détails | * Il y a là non-respect de la règle de contrariété des couleurs : ces armes sont fautives (sinople sur azur). Ce blason est officiel (vérifié auprès de la mairie). |

| Blason de Séron | Blason  | D'argent au mont de sinople chargé d'une lettre S capitale d'or, sommé de deux arbres du second, au chef d'azur chargé d'une fleur de lys du troisième accostée de deux étoiles de six rais du même. |
| Blason de Séron | Détails | Le statut officiel du blason reste à déterminer. |

| Blason de Sers | Blason  | D'azur au mont de trois coupeaux de sinople et à la crosse de gueules brochante, senestrée d'un soleil non figuré de même. |
| Blason de Sers | Détails | * Il y a là non-respect de la règle de contrariété des couleurs : ces armes sont fautives (sinople et gueules sur azur).   |

| Blason de Siarrouy | Blason  | De gueules à 2 fasces d'or accompagnées en pointe d'une flèche renversée d'argent. |
| Blason de Siarrouy | Détails | Le statut officiel du blason reste à déterminer.                                   |

| Blason de Sinzos | Blason  | D'or à la fasce ondée d'azur, accompagnée en chef de deux fleurs de lys d'argent* et en pointe d'un cèpe au naturel sur une terrasse de sinople. |
| Blason de Sinzos | Détails | Le statut officiel du blason reste à déterminer.                                                                                                 |

| Blason de Siradan | Blason  | D'argent à la jumelle d'azur, au chef cousu d'or chargé d'une pomme au naturel accosté de deux poires du même. |
| Blason de Siradan | Détails | Le statut officiel du blason reste à déterminer.                                                               |

| Blason de Sireix | Blason  | D'azur à deux chèvres affrontées d'argent sur un mont de sinople chargé d'une fleur de lis aussi d'argent, au chef chargé d'un mont de sinople sommé d'une corneille de sable. |
| Blason de Sireix | Détails | * Il y a là non-respect de la règle de contrariété des couleurs : ces armes sont fautives (sinople sur azur). Ce blason est officiel (vérifié auprès de la mairie).            |

| Blason de Sombrun | Blason  | D'argent à une grappe de raisin de pourpre pamprée au naturel ; au chef cousu d'or* chargé d'un broc de sable.                                         |
| Blason de Sombrun | Détails | * Ces armes emploient le terme « cousu » dans le seul but de contrevenir à la règle de contrariété des couleurs : elles sont fautives : or sur argent. |

| Blason de Soréac | Blason  | D'argent à la barre de sinople abaissée à senestre et haussée à dextre, accompagnée de deux lièvres au naturel courant en barre, celui de la pointe soutenu à la pointe de la pointe d'une fleur de lis d'or*. |
| Blason de Soréac | Détails | * Il y a là non-respect de la règle de contrariété des couleurs : ces armes sont fautives (or sur argent). |

| Blason de Soublecause | Blason  | D'azur au chevron d'or accompagné en chef d'une tête de maure de sable* et en pointe d'une lettre S capitale aussi d'or.                                     |
| Blason de Soublecause | Détails | * Il y a là non-respect de la règle de contrariété des couleurs : ces armes sont fautives (sable sur azur). Le statut officiel du blason reste à déterminer. |

| Blason de Soues | Blason  | De gueules à la tour donjonnée de trois tourelles d'argent, celle du milieu plus élevée, le tout ouvert, ajouré et maçonné de sable, accompagné en chef à dextre d'un soleil non figuré d'or. |
| Blason de Soues | Détails | Le statut officiel du blason reste à déterminer. |

| Blason de Soulom | Blason  | D'argent à trois corneilles contournées de sable.     |
| Blason de Soulom | Détails | Ce blason est officiel (vérifié auprès de la mairie). |

| Blason de Souyeaux | Blason  | D'azur à deux haches d'argent emmanchées de sable, surmontées d'un monde du second cerclé, cintré et croisé de gueules. |
| Blason de Souyeaux | Détails | Le statut officiel du blason reste à déterminer.                                                                        |

Pas d'information pour les communes suivantes :  Saint-Savin (Hautes-Pyrénées), Sainte-Marie (Hautes-Pyrénées), Saléchan, Séméac, Ségalas (Hautes-Pyrénées), Siradan, Sost
- Haut – A
- B
- C
- D
- E
- F
- G
- H
- I
- J
- K
- L
- M
- N
- O
- P
- Q
- R
- S
- T
- U
- V
- W
- X
- Y
- Z

## T
| Blason de Tajan | Blason  | D'argent à la croix pattée de huit pointes d'argent soutenue d'une trangle ondée du même. |
| Blason de Tajan | Détails | Blason officiel vérifié auprès de la mairie.                                              |

| Blason de Talazac | Blason  | D'argent au mont de sinople chargé d'une tour cousue de sable, sommé de deux renards affrontés du même, au chef d'azur chargé d'une fleur de lys d'or.          |
| Blason de Talazac | Détails | * Il y a là non-respect de la règle de contrariété des couleurs : ces armes sont fautives (sable sur sinople). Le statut officiel du blason reste à déterminer. |

| Blason de Tarasteix | Blason  | D'azur à la lettre capitale T d'or ; au chef cousu de gueules* chargé d'une croisette adextrée d'une crosse et senestrée d'une mitre, le tout d'or.                               |
| Blason de Tarasteix | Détails | * Ces armes emploient le terme « cousu » dans le seul but de contrevenir à la règle de contrariété des couleurs : elles sont fautives : gueules sur azur. Utilisé par la commune. |

| Blason de Tarbes | Blason  | Écartelé d'or et de gueules.                          |
| Blason de Tarbes | Détails | Ce blason est officiel (vérifié auprès de la mairie). |

| Blason de Thermes-Magnoac | Blason  | De gueules à un loup d'or passant sur un mont de sinople et tenant dans sa gueule un agneau d'argent ; au chef d'argent plain.                                         |
| Blason de Thermes-Magnoac | Détails | * Il y a là non-respect de la règle de contrariété des couleurs : ces armes sont fautives (sinople sur gueules). Ce blason est officiel (vérifié auprès de la mairie). |

| Blason de Thuy | Blason  | D'or à la gerbe de cinq rameaux de sinople.      |
| Blason de Thuy | Détails | Le statut officiel du blason reste à déterminer. |

| Blason de Tibiran-Jaunac | Blason  | D'azur à la barre cousue de sinople*, au chef d'or chargé d'une croisette d'argent*.                                                                                          |
| Blason de Tibiran-Jaunac | Détails | * Il y a là non-respect de la règle de contrariété des couleurs : ces armes sont fautives (sable sur azur et argent sur or). Le statut officiel du blason reste à déterminer. |

| Blason de Tilhouse | Blason  | D'argent au mont de sinople sommé d'une tour de sable, au chef cousu d'or chargé d'une croisette latine de gueules accostée de deux corneilles affrontées de sable. |
| Blason de Tilhouse | Détails | * Il y a là non-respect de la règle de contrariété des couleurs : ces armes sont fautives (or sur argent). Le statut officiel du blason reste à déterminer.         |

| Blason de Tostat | Blason  | D'azur à neuf billettes d'or en croix, cinq posées en pal, deux à chaque flanc posées en fasce, le tout surmonté d'une étoile cousue de gueules*.                                                               |
| Blason de Tostat | Détails | * Ces armes emploient le terme « cousu » dans le seul but de contrevenir à la règle de contrariété des couleurs : elles sont fautives : gueules sur azur. Ce blason est officiel (vérifié auprès de la mairie). |

| Blason de Tournay | Blason  | De sinople à la tour d'argent maçonnée de sable et posée en bande.               |
| Blason de Tournay | Détails | Armes parlantes. (tour tournée) Le statut officiel du blason reste à déterminer. |

| Blason de Tournous-Darré | Blason  | D'argent à la fasce ondée de sable, au chef d'azur chargé d'une lettre T capitale cousue aussi de sable*.                                               |
| Blason de Tournous-Darré | Détails | * Ces armes emploient le terme « cousu » dans le seul but de contrevenir à la règle de contrariété des couleurs : elles sont fautives : sable sur azur. |

| Blason de Tournous-Devant | Blason  | D'or à la barre abaissée de sinople accompagnée de deux lièvres adossés d'argent*, celui de la pointe soutenu d'une fleur de lys du même*. |
| Blason de Tournous-Devant | Détails | * Il y a là non-respect de la règle de contrariété des couleurs : ces armes sont fautives (argent sur or).                                 |

| Blason de Tramezaïgues | Blason  | Parti d'azur à l'ours passant cousu de sable* sur une terrasse de sinople, au second d'azur au château de trois tours de sable* sur une terrasse de sinople ; le tout sommé du chef de Foix. |
| Blason de Tramezaïgues | Détails | * Il y a là non-respect de la règle de contrariété des couleurs : ces armes sont fautives (sable sur azur).                                                                                  |

| Blason de Trébons | Blason  | D'azur à trois croissants d'argent                    |
| Blason de Trébons | Détails | Ce blason est officiel (vérifié auprès de la mairie). |

| Blason de Trie-sur-Baïse | Blason  | Écartelé : au 1er de gueules à trois coquilles d'or, aux 2d et 3e de France, au 4e de Foix. |
| Blason de Trie-sur-Baïse | Détails | Ce blason est officiel (vérifié auprès de la mairie).                                       |

| Blason de Troubat | Blason  | D'azur au mont de sinople sommé d'une épitaphe de sable chargée d'une croisette latine d'argent, au chef de Foix.                                                   |
| Blason de Troubat | Détails | * Il y a là non-respect de la règle de contrariété des couleurs : ces armes sont fautives (sinople sur azur). Ce blason est officiel (vérifié auprès de la mairie). |

| Blason de Trouley-Labarthe | Blason  | De sinople au tourteau de gueules* ouvert en forme de croix latine du champ, accompagné des inscriptions "SPES FIDES" en chef et "CARITAS" en pointe, le tout en lettres capitales italiques de sable*. |
| Blason de Trouley-Labarthe | Détails | * Il y a là non-respect de la règle de contrariété des couleurs : ces armes sont fautives (gueules et sable sur sinople).                                                                               |

| Blason de Tuzaguet | Blason  | D'argent à un château de sable ouvert et ajouré du champ, posé sur un coteau de sinople au sommet déporté vers senestre ; au chef cousu de Foix. |
| Blason de Tuzaguet | Détails | Le statut officiel du blason reste à déterminer.                                                                                                 |

Pas d'information pour Thèbe.
- Haut – A
- B
- C
- D
- E
- F
- G
- H
- I
- J
- K
- L
- M
- N
- O
- P
- Q
- R
- S
- T
- U
- V
- W
- X
- Y
- Z

## U
| Blason de Uglas | Blason  | D'argent au mont de sinople sommé d'une tour crénelée de cinq pièces de gueules, maçonnée et ouverte de sable, au chef du troisième chargé de trois cloches du champ. |
| Blason de Uglas | Détails | Ce blason est officiel (vérifié auprès de la mairie). |

| Blason de Ugnouas | Blason  | D'argent à la fasce ondée d'azur, au chef de sinople chargé d'un escargot d'or. |
| Blason de Ugnouas | Détails | Le statut officiel du blason reste à déterminer.                                |

| Blason de Uz | Blason  | D'argent à l'arbre de sinople accosté de deux lions affrontés de gueules. |
| Blason de Uz | Détails | Le statut officiel du blason reste à déterminer.                          |

| Blason de Uzer | Blason  | Écartelé : au 1er d'azur à trois lionceaux d'or, au 2d d'or à trois flèches basses de gueules rangées en fasce, au 3e d'or à trois flammes de gueules, au 4e d'or à deux vaches de gueules passant l'une sur l'autre. |
| Blason de Uzer | Détails | Le statut officiel du blason reste à déterminer. |

- Haut – A
- B
- C
- D
- E
- F
- G
- H
- I
- J
- K
- L
- M
- N
- O
- P
- Q
- R
- S
- T
- U
- V
- W
- X
- Y
- Z

## V
| Blason de Vic-en-Bigorre | Blason  | Coupé: au 1er du coupé parti au I d'azur à trois fleurs de lis d'or (de France), au II écartelé au 1 et 4 d'or à deux vaches de gueules passant l'une au-dessus de l'autre, accornées, accolées et clarinées d'azur (de Béarn), au 2 de gueules aux chaines d'or passées en croix, sautoir et orle, chargées en cœur d'une émeraude au naturel (de Navarre), au 3 d'or à trois pals de gueules (de Foix), au 2e du coupé d'or au lion de gueules armé et lampassé d'azur, tenant dans ses pattes antérieures un miroir à l'antique d'argent bordé et emmanché de sinople. |
| Blason de Vic-en-Bigorre | Détails | Ce blason est officiel (vérifié auprès de la mairie). |

| Blason de Vidou | Blason  | D'or à la fasce ondée d'azur accompagnée en chef de deux fleurs de lys de même et en pointe d'un champignon au naturel sur une terrasse isolée de sinople. |
| Blason de Vidou | Détails | Les émaux ont été modifiés en septembre 2012 par délibération municipale.                                                                                  |

| Blason de Vidouze | Blason  | D'azur à la fasce ondée d'argent, accompagnée en chef d'une fleur de lys d'or et en pointe d'une grenouille de sinople *, au chef aussi d'azur chargé d'un poisson d'argent. |
| Blason de Vidouze | Détails | * Il y a là non-respect de la règle de contrariété des couleurs : ces armes sont fautives (sinople sur azur). Le statut officiel du blason reste à déterminer.               |

| Blason de Viella | Blason  | D'or à deux vaches de gueules colletées et clarinées d'azur, passant l'une sur l'autre.                    |
| Blason de Viella | Détails | La commune reprend sans justification les armes du Béarn. Le statut officiel du blason reste à déterminer. |

| Blason de Vielle-Adour | Blason  | D'argent à un amphiptère de sable, au chef d'azur chargé d'une étoile d'or accostée de deux croissants du même. |
| Blason de Vielle-Adour | Détails | Le statut officiel du blason reste à déterminer.                                                                |

| Blason de Vielle-Aure | Blason  | D'or à la levrette dressée de gueules, colletée avec sa laisse d'azur, à la bordure du second chargée de huit besants du champ. |
| Blason de Vielle-Aure | Détails | Ce blason est officiel (vérifié auprès de la mairie).                                                                           |

| Blason de Vielle-Louron | Blason  | D'Armagnac, à la bordure de sinople chargée de six besants d'or ordonnés deux en chef et deux à chacun des flancs. |
| Blason de Vielle-Louron | Détails | Ce blason est officiel (vérifié auprès de la mairie).                                                              |

| Blason de Vier-Bordes | Blason  | D'azur à la fasce d'argent, au chef d'or chargé d'une cloche de sable accostée de deux fleurs de lys du même. |
| Blason de Vier-Bordes | Détails | Le statut officiel du blason reste à déterminer.                                                              |

| Blason de Vieuzos | Blason  | D'azur à un mont de sinople * sommé d'une tour de sable * accostée de deux arbres de sinople *.                                                                |
| Blason de Vieuzos | Détails | * Il y a là non-respect de la règle de contrariété des couleurs : ces armes sont fautives (sinople sur azur). Le statut officiel du blason reste à déterminer. |

| Blason de Viey | Blason  | D'azur à une brebis d'argent paissant sur une terrasse de sinople, au chef d'or chargé de trois violettes au naturel.                                          |
| Blason de Viey | Détails | * Il y a là non-respect de la règle de contrariété des couleurs : ces armes sont fautives (sinople sur azur). Le statut officiel du blason reste à déterminer. |

| Blason de Viger | Blason  | D'argent à trois corneilles de sable.            |
| Blason de Viger | Détails | Le statut officiel du blason reste à déterminer. |

| Blason de Vignec | Blason  | Parti : au premier d'azur à un bourdon de sable * surmonté de deux coquilles d'or, au second d'argent à une moucheture d'hermine de sable, accompagné de trois fleurs de lys d'or *. |
| Blason de Vignec | Détails | * Il y a là non-respect de la règle de contrariété des couleurs : ces armes sont fautives (sable sur azur et or sur argent). Le statut officiel du blason reste à déterminer.        |

| Blason de Villefranque | Blason  | D'or au lion de gueules armé et lampassé de sable. |
| Blason de Villefranque | Détails | Le statut officiel du blason reste à déterminer.   |

| Blason de Villelongue | Blason  | D'argent au serpent ailé de sable ondoyant en pal, au chef abaissé d'azur chargé d'une bande du champ surchargée de cinq billettes du troisième et accostée d'une lettre I capitale d'or en chef, et d'une lettre M capitale du même en pointe. |
| Blason de Villelongue | Détails | Le statut officiel du blason reste à déterminer. |

| Blason de Villembits | Blason  | D'azur à une tour d'argent.                      |
| Blason de Villembits | Détails | Le statut officiel du blason reste à déterminer. |

| Blason de Villemur | Blason  | D'argent à un mont de sinople sommé d'un château de sable surmonté d'un soleil d'or*.                                                                       |
| Blason de Villemur | Détails | * Il y a là non-respect de la règle de contrariété des couleurs : ces armes sont fautives (or sur argent). Le statut officiel du blason reste à déterminer. |

| Blason de Villenave-près-Béarn | Blason  | D'argent à la croix de Malte d'azur, au chef du même chargé de trois croissants d'or. |
| Blason de Villenave-près-Béarn | Détails | Le statut officiel du blason reste à déterminer.                                      |

| Blason de Villenave-près-Marsac | Blason  | De gueules à neuf billettes d'argent en croix, cinq posées en pal, deux à chaque flanc posées en fasce, le tout surmonté d'une étoile du même. |
| Blason de Villenave-près-Marsac | Détails | Le statut officiel du blason reste à déterminer.                                                                                               |

| Blason de Viscos | Blason  | De gueules un four de charbon à bois en forme de meule, au naturel*, ouvert du champ, d'où s'échappent en chef 3 volutes de fumée d'argent, et posé sur une terrasse aussi au naturel*.                 |
| Blason de Viscos | Détails | Four et terrasse n'ont pas de couleur caractéristique, les blasonner "au naturel" ouvre la porte à une grande liberté de couleur, toutes valides. Ce blason est officiel (vérifié auprès de la mairie). |

| Blason de Visker | Blason  | De sinople à deux renards d'or passant l'un sur l'autre. |
| Blason de Visker | Détails | Ce blason est officiel (vérifié auprès de la mairie).    |

| Blason de Vizos | Blason  | D'azur à la barre d'argent ; au chef d'or chargé de trois branches de prunellier en bande fruitées chacune de quatre pièces, le tout au naturel. |
| Blason de Vizos | Détails | Ce blason est officiel (vérifié auprès de la mairie).                                                                                            |

- Haut – A
- B
- C
- D
- E
- F
- G
- H
- I
- J
- K
- L
- M
- N
- O
- P
- Q
- R
- S
- T
- U
- V
- W
- X
- Y
- Z